# Seigneur du Temps
Les Seigneurs du Temps (Time Lords), au féminin Dames du Temps (Time Ladies), sont une espèce extraterrestre fictive de la série télévisée de science-fiction britannique Doctor Who, dont le personnage principal de la série, le Docteur, fait partie. Les Seigneurs du Temps sont nommés ainsi parce qu'ils sont en mesure de voyager dans l'espace et le temps, et de le manipuler par la technologie à un degré bien plus grand que toute autre civilisation. Les Seigneurs du Temps sont originaires de la planète Gallifrey, dans la constellation de Kasterborous. Le Douzième Docteur présente l'avance technologique des Seigneurs du Temps par rapport aux humains comme étant d'environ 9 millions d'années.
Dans l'épisode spécial des 50 ans de la série, on apprend que Gallifrey, que l'univers entier pensait détruite, était en fait suspendue dans le temps dans un univers parallèle.
Les seuls Seigneurs du Temps qui ne sont pas bloqués dans cet autre univers sont le Docteur et le Maître.
Si « Seigneurs du Temps » est la traduction qui s'est finalement imposée en français, l'expression originale « Time Lords » a parfois été traduite différemment :
- « Temporels » dans les épisodes de la première série, tels que La Genèse des Daleks (1975) dont la première diffusion française date de 1989 ;
- « Princes du Temps » dans l'épisode Dalek (2005) ;
- « Rois du Temps » dans l'épisode L'Invasion de Noël (2005) ;
- « Maîtres du Temps » dans l'épisode Adieu Rose (2006).

## Histoire dans la série

### Première série
Bien que le Docteur ait été identifié en tant qu'extraterrestre, sa planète et son espèce n'ont pas été spécifiées au début de la première série. Ce n'est qu'au bout de six ans, dans « The War Games », que d'autres individus originaires de son monde sont apparus et ont été désignés comme Seigneurs du Temps. La nature et l'histoire des Seigneurs du Temps ont été graduellement dévoilées au cours de la série télévisée. Chaque épisode ajoute des couches supplémentaires de complexité et d'intrigue.
Durant les saisons 7 à 9 de l'ancienne série, les Seigneurs du Temps obligent le Docteur à rester en exil sur Terre. Malgré les nombreuses modifications que le Docteur exécute sur son TARDIS, les Seigneurs du Temps semblent garder le contrôle dessus. Dans la saison 8, ils se permettent toutefois d'avertir le Docteur que le Maître est sur Terre et envoient donc le Docteur en mission dans « Colony in Space » afin qu'il empêche les plans du Maître de réussir.
Dans le premier épisode de la saison 10, « The Three Doctors » ils font face à l'un des fondateurs de leur technologie, Omega, et permettent au 3e Docteur de rencontrer ses deux anciennes incarnations afin de pouvoir l'empêcher de détruire la galaxie, une fois cette mission effectuée, ils lui redonnent le droit d'utiliser son TARDIS. Néanmoins, cela ne les empêche pas de contrôler son TARDIS à distance afin de l'envoyer en mission (« Planet of the Daleks » « The Brain of Morbius ») ou de changer le cours de sa destination (« La Genèse des Daleks »). Dans ce dernier épisode, les Seigneurs du Temps semblent s'intéresser à la race des Daleks puisqu'ils demandent au Docteur d'empêcher leur apparition, ce qui sera considéré plus tard, comme le premier acte de la guerre du temps.
Toutefois, il arrive que le Docteur croise des extraterrestres qui semblent connaître son espèce et c'est au détour de l'épisode de la saison 11, « The Time Warrior » que l'on apprend le nom de leur planète : Gallifrey. Les Sontariens semblent les connaître. Dans « The Brain of Morbius » (saison 13) les sœurs de Karn, des femmes qui gardent un élixir de régénérescence et disent avoir aidé les Seigneurs du Temps par le passé. Dans l'épisode de la saison 14, The Hand of Fear » une entité venue de Kastria demande au Docteur sa clémence car elle connaît la neutralité des Seigneurs du temps dans les conflits.
Il faut attendre la saison 14 et l'épisode « The Deadly Assassin » pour en apprendre beaucoup plus sur eux lorsque le Docteur retourne sur Gallifrey afin d'empêcher un attentat politique. On apprend que les Seigneurs du temps qui ont donné des missions au Docteur font partie d'une section spéciale, la CIA (Celestial Intervention Agency) et que les autres seigneurs du temps répugnent à voyager hors de leur planète. Ils élisent un président de leur planète dont les prérogatives semblent avant tout symboliques. On entend parler pour la première fois de Rassilon, le fondateur de leur race, de l'œil d'Harmonie, du Panopticon, de l'énergie Artron, de la matrice et des différentes « maisons ». Pour la première fois leur costume est fixé : des grandes robes, des casques recouvrant l'arrière de la tête et une grande collerette. On apprend aussi que le nombre de régénérations possibles est limité à 12. L'épisode fut très mal reçu par les fans qui voyaient dans les Seigneurs du Temps un ordre bienveillant et tout puissant, mais fut considéré des années plus tard comme un épisode fondateur qui montrait la dégénérescence de leur civilisation.
On revoit Gallifrey et les seigneurs du temps dans l'épisode de la saison 15 « The Invasion of Time » dans laquelle le Docteur devient un temps président de la planète. On apprend qu'il existe d'autres habitants de Gallifrey, vivant à l'état sauvage en dehors du Capitole. Au cours de cet épisode, le Docteur réussit à empêcher la destruction de l’Œil d'harmonie en se servant d'un fusil à dématérialisation, une arme dont la fabrication est considérée comme interdite.
Il apparaît de plus en plus clairs que les Seigneurs du Temps ont sombré dans l'inaction et que leur société est devenue stagnante. Au cours de la première série, il n'a jamais été entièrement clair quel est le but ou la mission des Seigneurs du Temps, ou ce qu'ils font exactement grâce à leur maîtrise du temps. Il n'est jamais dit clairement pourquoi le Docteur a quitté son peuple, bien qu'on suggère dans quelques histoires qu'il est soumis à un exil involontaire (voir An Unearthly Child) et dans d'autres qu'il s'était simplement fatigué des restrictions de la société des Seigneurs du Temps (Resurrection of the Daleks). Mais le 12e Docteur dit qu'il a fui parce qu'il avait peur de ce qu'il pensait être : l'Hybride, une créature fantastique qui détruirait Gallifrey.
Les Seigneurs du Temps sont considérés comme l'une des races les plus anciennes et les plus puissantes technologiquement dans l'univers de Doctor Who. Un petit nombre d'êtres plus puissants que les Seigneurs du Temps existe et inclut les (désormais éteints) Osirans et les puissances les plus élevées de l'Univers telles que les immortels, comme le Gardien Noir et le Gardien Blanc et, dans des romans secondaires, les autres personnes, avec qui les Seigneurs du Temps ont signé un pacte de non-agression. La puissance des Seigneurs du Temps semble limitée par leur politique de non-intervention dans l'Univers et parfois par des divisions fratricides intenses.
L'idée qu'ils sont, à un certain degré, des gardiens du Temps, s'est développée à travers les séries dérivées. Ceci est également suggéré dans la série télévisée : dans The War Games, les Seigneurs du Temps ramènent les humains déplacés dans le temps qui ont été enlevés par le « Seigneur de guerre » à leurs époques appropriées sur la Terre. Le nom du hall central des Seigneurs du Temps, le Panopticon, suggère qu'ils sont les observateurs perpétuels de toute l'existence.

### Deuxième série
Dans l'épisode Fêtes des pères, le neuvième Docteur sous-entend qu'avant leur disparition, les Seigneurs du Temps auraient empêché ou réparé des paradoxes, et leur disparition aurait donc permis à un paradoxe de se former sur Terre en 1987, forçant le Docteur à le réparer. Dans Le Règne des Cybermen première partie, le Dixième Docteur mentionne que lorsque les Seigneurs du Temps étaient actifs, le voyage entre les réalités alternatives était plus facile, mais que depuis leur disparition, les passages entre les mondes sont fermés. Dans La Planète du Diable, deuxième partie, il déclare : « Mon peuple contrôle les trous noirs. En fait, ils ont inventé les trous noirs ».
Dans les épisodes spéciaux de La Prophétie de Noël, les Seigneurs du Temps reviennent sur Terre grâce au Maître pour détruire le temps lui-même, espérant ainsi survivre sous forme d'entités d'énergie pure. Le Docteur avait connaissance de ce plan depuis la fin de la Guerre du Temps et cela l'a poussé à mettre en place une « bulle temporelle » qui empêche tout voyageur temporel de fuir ou de revenir à cette époque, condamnant ainsi les Seigneurs du Temps à assister impuissants à la chute de leur civilisation. Lorsqu'ils tentent de revenir sur Terre, le Docteur les renvoie dans la bulle temporelle. Cependant, le Docteur croyait d'abord avoir été contraint de détruire sa civilisation afin de détruire les Daleks. C'est dans l'épisode spécial Le Jour du Docteur qu'il comprend qu'en réalité, il a renoncé à tuer les Seigneurs du Temps et les a placés dans un univers de poche afin que les Daleks, encerclant Gallifrey, soient détruits par leurs propres tirs croisés. Mais il est impossible pour le Docteur de se souvenir d'une rencontre avec une version plus âgée de lui-même, ce qui le pousse à croire qu'il les a détruits.
À l'origine et jusqu'aux révélations de l’épisode Les Enfants intemporels de la Saison 12, le Docteur était un Seigneur du Temps ordinaire, originaire de la planète Gallifrey. À la suite de ces révélations, on apprend que le Docteur est un enfant intemporel. Après un accident mortel, une enfant se régénère devant sa mère adoptive. Elle est alors présentée comme l'enfant intemporel, premier être à s'être régénéré sur Gallifrey. Sa mère passe alors sa vie à tenter toutes sortes d’expériences sur l'enfant dans l'espoir d'identifier l'origine de la régénération. À la suite du succès de ses recherches, elle introduit des éléments du code génétique de l'enfant intemporel dans le génome de plusieurs membres de sa ville natale, leur permettant à eux ainsi qu'aux générations futures d'avoir la capacité de se régénérer avec une limitation fixée à 12 régénérations. Ceux-ci se font dès lors appeler les Seigneurs du Temps. L'histoire officielle de Gallifrey est par la suite effacée et modifiée, et la mémoire de l'enfant intemporel régulièrement effacée, expliquant pourquoi le Docteur n'a absolument aucun souvenir de cette vie antérieure, ni de toutes celles qu'il a vécues par la suite. Le Docteur est donc à l'origine même des Seigneurs du temps, et il n'est pas limité en nombre de régénérations, contrairement à ces derniers.

## Phénotype
Les Seigneurs du Temps ressemblent à des humains - on peut aussi dire, comme le Docteur le fait remarquer à Lady Christina de Souza, que les humains ressemblent à des Seigneurs du Temps, puisqu'ils étaient là avant. La série ne donne pas d'explication sur cette ressemblance, tout comme elle n'explique pas pourquoi la plupart des espèces humanoïdes de l'univers ressemblent également à des humains. Les Seigneurs du Temps peuvent se régénérer aléatoirement aussi bien en homme qu'en femme : le treizième Docteur en est d'ailleurs une. Le Corsaire, un ancien camarade du Docteur, semble lui aussi en avoir fait l'expérience, comme le souligne ce dernier en évoquant son tatouage dans L'Âme du TARDIS : 

« Il se serait senti tout nu sans son tatouage... Ou toute nue parfois. Et oui ! Ça lui arrivait d'être une vilaine fille ! »

— Le Onzième Docteur à Amy Pond et Rory Williams dans L'Âme du TARDIS (Saison 6, Épisode 4)
Le Maître s'est également régénéré en femme et a pris le nom de Missy. Il est également possible, si l'on considère les paroles du Docteur (« Je vais peut-être avoir deux têtes ou pas de tête du tout » dans À la croisée des chemins) que les Seigneurs du Temps se régénèrent sous d'autres formes. Néanmoins, la majorité des Seigneurs du Temps apparaissant dans la série sont joués par des hommes, et humanoïdes.
Leur longévité est exceptionnelle et leur âge se compte généralement en siècles, voire en millénaires. À 90 ans, ce sont encore des enfants. On ne sait pas exactement combien de temps un Seigneur du Temps peut vivre, bien que le Docteur déclare dans The War Games qu'ils peuvent vivre presque indéfiniment, sauf accident. Cela n'empêche pas le onzième Docteur de mourir de vieillesse dans L'Heure du Docteur, après environ 1200 ans passés sous cette forme. Dans Que tapent les tambours, le Maître se sert de l'expérience du Professeur Lazarus pour faire vieillir physiquement le Docteur en annulant les effets de ses régénérations.
Une des particularités les plus significatives des Seigneurs du Temps est d'avoir deux cœurs. La perte de l'un d'entre eux les affecte, comme on peut le voir dans Peines d'amour gagnées, où le dixième Docteur, frappé d'un sortilège, demande à Martha comment font les humains pour s'en contenter d'un seul. Ils ont un pouls de 170 battements par minute, une température corporelle de 15 degrés Celsius et un système respiratoire particulier qui leur permet de tenir plus longtemps sans air que les humains, ou même de survivre quelques minutes dans le vide spatial. Les Seigneurs du Temps sont fondamentalement télépathes : ils peuvent communiquer entre eux par la pensée, combattre, jouer ou même manipuler l'esprit de la personne possédée.
L'épisode de la saison 6 La Retraite du démon révèle que c'est l'exposition prolongée des Seigneurs du Temps au vortex temporel sur des centaines de générations qui serait à la base d'une grande partie de leurs génotype (une troisième hélice d'ADN) et phénotype actuels, plus particulièrement de la régénération, de leur longévité extraordinaire et de leur perception particulière du temps.

### Régénération
Un Seigneur du Temps n'est pas soumis à une mort inévitable comme un humain. Quand il a été touché par balle ou qu'il a subi un événement qui normalement tuerait un homme, ou si son corps devient trop vieux (car il vieillit quand même), un Seigneur du Temps a la capacité de se régénérer et renouvelle ainsi toutes ses cellules. Ce processus n'altère pas sa mémoire mais change complètement son aspect physique ainsi que sa personnalité. Malgré les avantages d'un tel processus, le Docteur admet détester se régénérer car il considère chaque changement comme une véritable mort vécue consciemment de l'intérieur. Lors de sa régénération de la fin de la saison 4 (qui correspond au départ de la série de David Tennant), il pousse une dernière supplique : « Je ne veux pas m'en aller ! » (I don't want to go dans la VO) avant que le processus ne détruise sa personnalité du moment.
Une fois régénéré, le nouveau Docteur a besoin de quelques heures pour stabiliser son nouveau corps. Durant cette période, il peut être sujet à des troubles de mémoires ou locomoteurs, ce qui le handicape. L'absorption d'un aliment particulier permet d'accélérer le processus de stabilisation mais chaque nouveau corps peut exiger un aliment différent : dans la saison 2, le Docteur a besoin de thé pour recouvrer sa santé mentale et sortir de l'état semi-comateux où il se trouve plongé. Dans la saison 5, il a recours à des bâtonnets de poissons surgelés trempés dans de la crème anglaise.
Tant que le processus n'est pas achevé, le Docteur peut remplacer une partie de son corps s'il vient à se la faire amputer en la faisant repousser.
Dans l'ancienne série, l'aspect visuel du processus de régénération était à chaque fois différent et se produisait généralement en position allongée. Cet aspect a été modifié dans la nouvelle série : la régénération se traduit désormais par de puissants flux d’énergie dorés sortant des extrémités apparentes de l'individu (en général tête et mains) et a lieu en position debout. Néanmoins, dans Il était deux fois, la scène de la régénération du premier Docteur est reconstituée de cette façon.
De même, dans l'ancienne série, il était dit explicitement qu'un Seigneur du Temps ne peut se régénérer que 12 fois, et donc avoir jusqu'à 13 corps différents. Cet aspect est confirmé dans la nouvelle série dans l'épisode L'Heure du Docteur. La limite des douze régénérations peut néanmoins être prolongée par les Seigneurs du Temps eux-mêmes si ceux-ci le décident : ils promettent au Maître un nouveau cycle de régénérations dans The Five Doctors et en accordent un au Docteur dans L'Heure du Docteur. Il est également possible de ressusciter un Seigneur du Temps mort : le Maître et Rassilon se voient accorder cette faveur durant la Guerre du Temps. Néanmoins, ces contournements d'une règle considérée ne sont réalisés que dans des cas d'extrême urgence.
Le Docteur étant l’enfant intemporel et donc à l'origine du code génétique des Seigneur du temps il n’est pas soumis a la règle des 12 régénérations et en a un nombre illimité.
Le processus de régénération semble pouvoir être contrôlé par le Seigneur du Temps. En effet, à la fin de l'épisode Le Dernier Seigneur du temps de la saison 3 de la nouvelle série, le Maître choisit volontairement de ne pas se régénérer et donc de mourir, après avoir été touché par une balle. De la même façon, le Docteur peut, dans la saison 4, conserver son apparence et sa personnalité en recopiant son propre ADN issu de sa main tranchée dans L'Invasion de Noël et conservée dans le TARDIS après avoir été abattu par un Dalek. Il peut également partager son énergie avec Davros dans l'épisode La Sorcière et son pantin, ou encore simuler une régénération (La Terre du mensonge)
Un Seigneur du Temps peut aussi utiliser son pouvoir de régénération sur d'autres individus. En effet, dans l'épisode Allons tuer Hitler, Melody Pond, qui regrette d'avoir empoisonné le Docteur, "brûle toutes ses régénérations d'un seul coup" pour guérir le Docteur sur le point de mourir. De ce fait, elle est devenue mortelle et ne se régénérera plus (on a en effet vu sa mort dans l'épisode Bibliothèque des ombres, deuxième partie). Le Docteur lui-même utilise parfois de l'énergie régénératrice pour guérir des membres endommagés (le poignet de River Song dans Les Anges prennent Manhattan et les yeux de Davros dans La Sorcière et son pantin).

## Histoire de la civilisation

### Aux origines: Les premiers âges et l'ère de Rassilon
« Et Rassilon voyagea dans le vide profond avec une grande flotte. Dans le vide, aucune lumière ne brillait et rien dans ce lieu ne pouvait exister, sauf ce qui existait dans l'écharpe de Rassilon [selon le Docteur, ce lieu était un trou noir]. Puis Rassilon trouva l'Œil de l'Harmonie, qui équilibre toutes choses, de façon qu'elles ne s'écroulent, ne fanent ou ne changent leur état en aucune mesure. Et il a fait en sorte que l'Œil soit mené sur le monde de Gallifrey, où il a scellé ce bienfait avec la Grande Clé. Et le peuple se réjouit [...] »

— Extrait d'un transgram gallifreyen sur l'Histoire des premiers âges (The Deadly Assassin)

#### Les âges sombres et l'Enfant intemporel

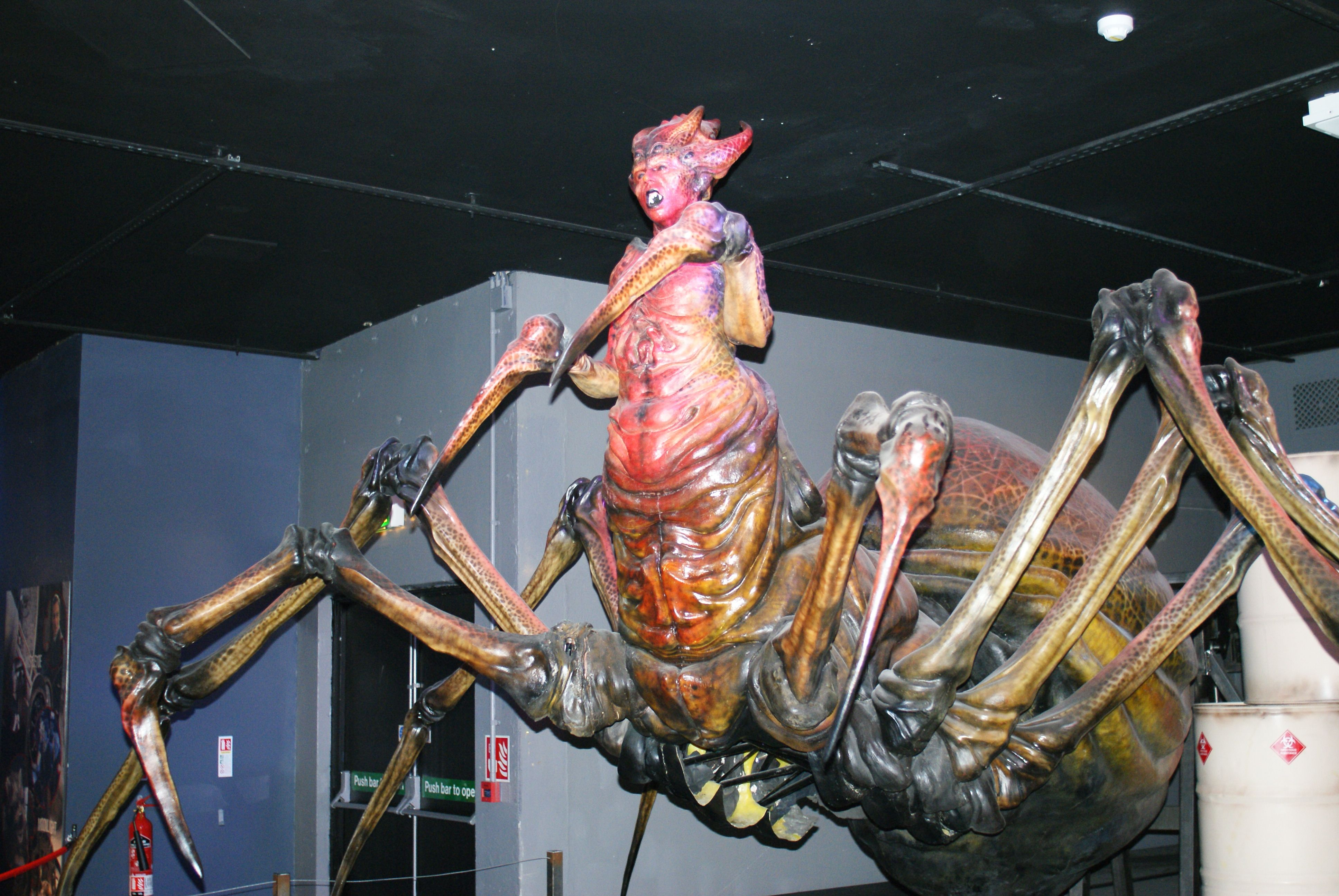
L'impératrice des Racnoss, une espèce qui fut combattue et vaincue par une alliance gallifreyenne 4,6 milliards d'années dans le passé.

Dans La Prophétie de Noël, Rassilon précise que sa civilisation est âgée d'un milliard d'années. Les gallifreyens, nommés à cette époque shobogans (terme qui perdra son sens originel avec le temps) furent parmi les toutes premières formes de vie à apparaître dans l'Univers avec les Empires naissants mais, au début, leur évolution se faisait comme celle de n'importe quelle autre espèce. Ils finirent par acquérir une technologie très développée, mais sans voyages temporels ; Gallifrey était une planète mal-famée et peu peuplée, loin, à ce qu'il semblait, de tout avenir brillant. Borusa raconte que cette période troublée et peu connue (les âges sombres, ou Dark Times) était source de guerre, de luttes violentes et de révolutions. On retiendra de cette période la guerre contre les Grands Vampires (State of Decay) où se distingua Rassilon en tant que commandant de flotte, un conflit contre les Anges pleureurs et celui où les gallifreyens participèrent, en tant que membres d'une coalition interplanétaire, à l'extermination des Racnoss (Le Mariage de Noël).
Les événements les plus secrets de cette période commencent avec une pionnière du voyage spatial : l'exploratrice et scientifique gallifreyenne Tecteun. Alors qu'elle explorait une planète isolée, elle trouva près d'un portail dimensionnel un enfant abandonné, venant visiblement d'un autre Univers. Cette jeune fille, le premier enfant intemporel, fut adoptée par la voyageuse et s'installa à ses côtés, sur Gallifrey. Alors que l'enfant se battait sur une falaise avec un compagnon de jeu, elle tomba et mourut écrasée sur le sol. Tecteun accourut auprès de la jeune défunte eut alors l'immense surprise de découvrir que sa fille adoptive se régénérait. Obsédée par le mystérieux phénomène qui s'apparentait à l'immortalité, la chercheuse étudia sans relâche l'enfant pendant des années, régénération après régénération, pour tenter de comprendre. Lorsqu'elle découvrit enfin le « gène » tant recherché, elle décida de se l'injecter pour tester ses hypothèses, et se régénéra comme prévu en un jeune homme qui allait devenir un Seigneur du Temps puissant et respecté. Grisée par sa nouvelle capacité et dévorée par l'ambition, Tecteun offrit de diffuser le gène nouveau à un maximum de ses concitoyens gallifreyens afin d'en faire profiter le plus grand nombre, limitant cependant le nombre de vies possibles à douze. L'espèce que l'on nommerait désormais les Seigneurs du Temps bâtit alors en peu de temps une gigantesque citadelle et s'unit sous les mêmes étendards ; le nom de Tecteun, à travers les millénaires, fut oublié et les Seigneurs du Temps pensèrent naïvement qu'ils avaient évolué naturellement au contact du vortex du temps. L'enfant intemporel, elle, servit d'agent secret au Haut Conseil sur ordre de la directrice Solpado pendant des siècles, exploitée régénération après régénération dans des endroits et des époques différentes. Une des dernières vies de l'enfant intemporel fut celle de Ruth Clayton, nom qu'elle utilisa pour échapper au Haut Conseil en fuyant loin dans l'espace et le temps. Rattrapée, l'enfant vit sa mémoire verrouillée au plus profond de la Matrice, et fut forcée à se régénérer en un bébé désormais amnésique, élevé dans un foyer d'adoption : Le Docteur, futur renégat prydonien, était né (Les Enfants intemporels).
En parallèle, parmi ces premiers Seigneurs du Temps, (qui ne se nommaient naturellement pas encore comme cela) ou pères fondateurs, se trouvent Oméga (ingénieur solaire de génie et héros local) et Rassilon (un brillant stratège, architecte et technicien) : grâce à leur intelligence et à leurs talents, ils étaient devenus extrêmement populaires et tout aussi puissants. Dans Silver Nemesis, on découvre que ces deux collaborateurs avaient préparé un plan de dernier recours en cas d'attaque sur Gallifrey : ils avaient fondu une guerrière faite d'un métal vivant, le Validium, capable d'exterminer des armées entières grâce à ses pouvoirs. Il est sous-entendu dans le même épisode que le Docteur a participé à son établissement, puisque la Némésis connaît ses plus grands secrets. La Némésis est envoyée sur Terre pour des raisons inconnues, reste en orbite du XVIIe siècle jusqu'en 1988, avant de repartir dans l'espace pour anéantir une cyberlégion.

L'explosion classique d'une supernova, comme lŒil de l'Harmonie qui devint un trou noir.

Oméga a, en outre, créé la Main d'Oméga, un artefact permettant de contrôler les réactions internes d'une étoile. Les deux scientifiques pensaient pouvoir maîtriser l'énergie d'une étoile en perpétuel effondrement pour donner à leur peuple une puissance immodérée, suffisante pour s'isoler du reste du Cosmos et voyager dans le temps. Oméga utilisa son dispositif pour créer la toute première supernova de l'histoire de l'Univers, mais fut aussitôt aspiré dans le trou noir qui se forma ensuite, et se retrouva enfermé dans un monde parallèle entièrement fait d'antimatière. C'est alors qu'intervint son collègue survivant qui, protégé par son écharpe, stabilisa la Supernova et la transforma en une singularité nommée Œil de l'Harmonie : une source d'énergie éternelle à la base de la société des Seigneurs du Temps. Une fois l'énergie de l'Œil mise en équilibre avec Gallifrey, ses habitants devinrent capables de voyager dans l'espace et le temps sans limites (on apprend dans le téléfilm Le Seigneur du Temps que le cœur du TARDIS est une source d'énergie similaire à l'Œil), et d'intervenir ainsi à volonté dans les « affaires » des autres peuples ; c'est ainsi qu'ont commencé 10 millions d'années de pouvoir absolu, ce qui les a rendus « complètement corrompus » (The Ultimate Foe).
Au début de leur histoire, les Seigneurs du Temps ont utilisé leur puissance, manifestée par un « filet temporel » (un téléporteur à travers l'espace et le temps) inventé par Rassilon, pour organiser des combats de gladiateurs sanglants entre les membres d'autres espèces (sauf les Cybermen et les Daleks, jugés trop compétents) dans une région de Gallifrey nommée « Dead Zone » (voir The Five Doctors). Ces jeux barbares furent plus tard interdits par le fondateur, et toute la région fut scellée.
Rassilon devint, pour ses mérites supposément innombrables, le premier Seigneur Président, et fut considéré plus tard comme un demi-dieu ; son règne fut particulièrement controversé. Bienfaiteur pour les uns, tyran impitoyable pour les autres, son existence se vit rapidement nimbée de mystère. Il écrivit les « parchemins noirs », renfermant un savoir inédit, qui furent portés disparus et interdits de lecture à l'époque du Docteur ; il écrivit également La vénérable et ancienne loi de Gallifrey, un ouvrage doué d'une conscience et possédant d'immenses pouvoirs (Shada). Une rumeur tardive prétendit que les conseillers du Président, se sentant menacés d'une purge politique, l'enfermèrent dans un sommeil éternel. Sa prétendue tombe, la tour sombre, se situait au milieu de la Dead Zone.

#### Une paix de dix millions d'années
« Je vous le dis, avant que vos ancêtres aient tourné la première roue, le peuple de mon monde avait réduit le voyage à travers les confins de l'espace à un jeu pour enfants ! »

— Le premier Docteur à Ian Chesterton et Barbara Wright (An Unearthly Child, première version)
Les Seigneurs du Temps auraient partagé leur technologie avec la race des Minyans de la planète Mynios, mais ceux-ci s'en servirent pour leurs luttes intestines, et leur civilisation finit par être détruite dans une guerre civile relatée dans Underworld. Après cette catastrophe, les Seigneurs du Temps décidèrent de définir une politique de non-intervention très rigoureuse ; ce fut la première loi. Les Seigneurs du Temps devinrent donc pacifiques, voire indolents, même vis-à-vis de certaines espèces ennemies : ils se contentent d'observer et d'accumuler des connaissances (The War Games). Ils interdirent également à leurs semblables d'intervenir dans l'histoire de manière nocive sous peine de représailles sévères.
Du fait de leur pouvoir, les Seigneurs du Temps ne se sentent que très peu menacés par l'extérieur, et placent une confiance absolue dans leurs barrières atmosphériques et leur barrière de transduction, un champ de force infranchissable englobant la planète tout entière (The Invasion of Time). Leur système de protection intérieur n'est pourtant pas très efficace (les gardes de la chancellerie n'arrivent jamais à attraper le Docteur et se font facilement hypnotiser) ; leur politique interne est source de conspirations, et on peut constater dans l'ancienne série que les Seigneurs du temps changent très souvent de gouvernement par la violence, ce qui contribue à leur chute. En effet, et depuis sa fondation, leur empire stagne pendant des millions d'années, favorisant les guerres civiles, les déboires et les complots de palais. La « rectification de la vérité », les euphémismes et le politiquement correct sont devenus monnaie courante ; on comprend alors que l'histoire des Seigneurs du Temps est entièrement basée sur le mensonge. Mais ce sont le Docteur et le Maître qui portent le coup de grâce à cette civilisation sur le déclin, à cause de leur goût pour l'aventure et le risque.

### Le Maître et la crise de l'Œil de l'Harmonie
Les événements de The Deadly Assassin montrent ce qui est, selon le cardinal Borusa, la plus grande crise de l'histoire de Gallifrey : Le Seigneur Président sortant ne voulant pas désigner son chancelier, Goth, comme successeur, ce dernier décida de se venger en s'alliant avec le Maître mourant, afin d'obtenir quand-même le pouvoir. Les deux complices appelèrent le quatrième Docteur avec une prémonition dépeignant l'assassinat du président sortant, motivant ainsi le Docteur à aller le sauver. Mais malgré tous ses efforts, le Docteur ne put pas empêcher le meurtre et en porta la responsabilité. Condamné à mort par le tribunal exceptionnel, le Docteur se porta candidat aux élections présidentielles pour gagner du temps, et prouva en entrant dans la matrice qu'il était innocent. Le Maître, furieux, laissa mourir Goth et se fit passer pour mort. Il s'empara de l'écharpe de Rassilon et commença à perturber l'Œil de l'Harmonie, perturbation qui allait détruire la planète mais aussi offrir assez d'énergie pour avoir un nouveau cycle de régénérations. Le Docteur intervint à temps et poussa le Maître dans un gouffre, alors que la moitié de la ville s'écroulait et que de nombreuses vies se perdaient. Tout revint à la normale et le Docteur s'effaça discrètement, assuré d'un pardon judiciaire.

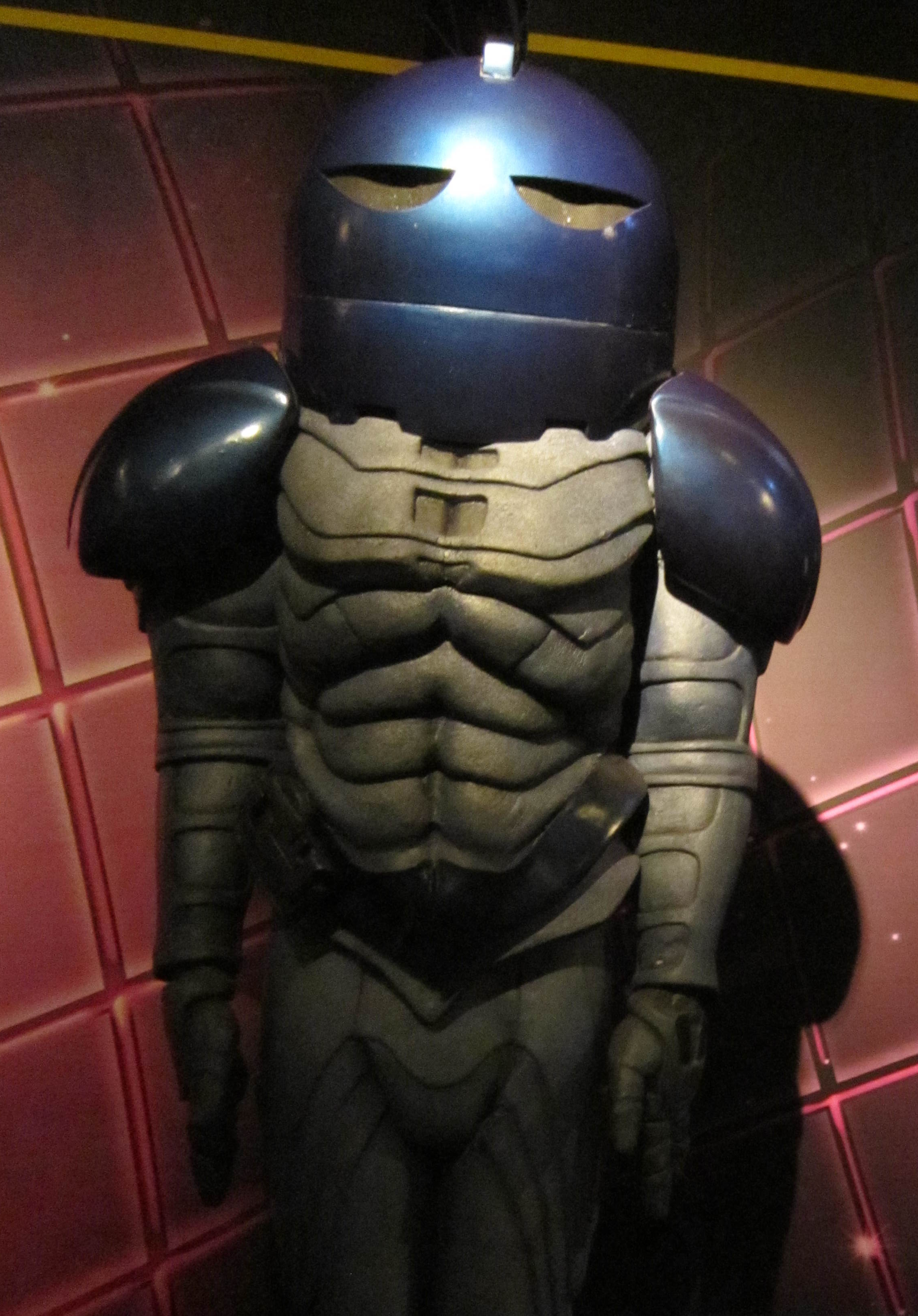
Un officier sontarien. Ce peuple belliqueux tenta d'envahir Gallifrey et d'asservir les Seigneurs du Temps par l'intermédiaire d'une race mineure, les Vardans.

### L'invasion Sontarienne
Dans l'épisode The Invasion of Time, le Docteur revient sur sa planète avec sa compagne Leela pour devenir officiellement président du Haut Conseil, réclamant ce titre qu'il avait obtenu auparavant. Contacté par les Vardans, une espèce télépathique voulant envahir Gallifrey, il met en œuvre un plan secret pour les piéger. Il se fait introniser président du haut conseil mais la matrice le rejette, une première dans l'histoire. Alors qu'il est convalescent, il ordonne que l'on expulse Leela hors de la citadelle pour la protéger, et pendant que personne ne le regarde, s'enfuit.
Leela, après une longue course, trouve refuge auprès des Shobogans, des Seigneurs du Temps désavoués et exilés qui préparent leur revanche. Lorsque les Vardans se téléportent sur Gallifrey après que le Docteur a éteint le champ de force qui protège la planète, ils sont piégés et expulsés par le Docteur qui les trahit. Mais les Sontariens, qui manipulaient les Vardans, prennent possession de la planète et tentent eux aussi de détruire l'œil de l'Harmonie. Acculé, le Docteur récupère la clé de Rassilon et s'enfonce dans les couloirs labyrinthiques du TARDIS, poursuivi par les Sontariens. Avec la clé, il fabrique un fusil de dématérialisation, qui efface l'objet visé de la réalité. Le Docteur perd la mémoire en l'utilisant contre les Sontariens, mais Gallifrey est sauve. Leela l'informe qu'elle souhaite rester avec le chef des gardes, dont elle est éprise.

### La grande Guerre du Temps

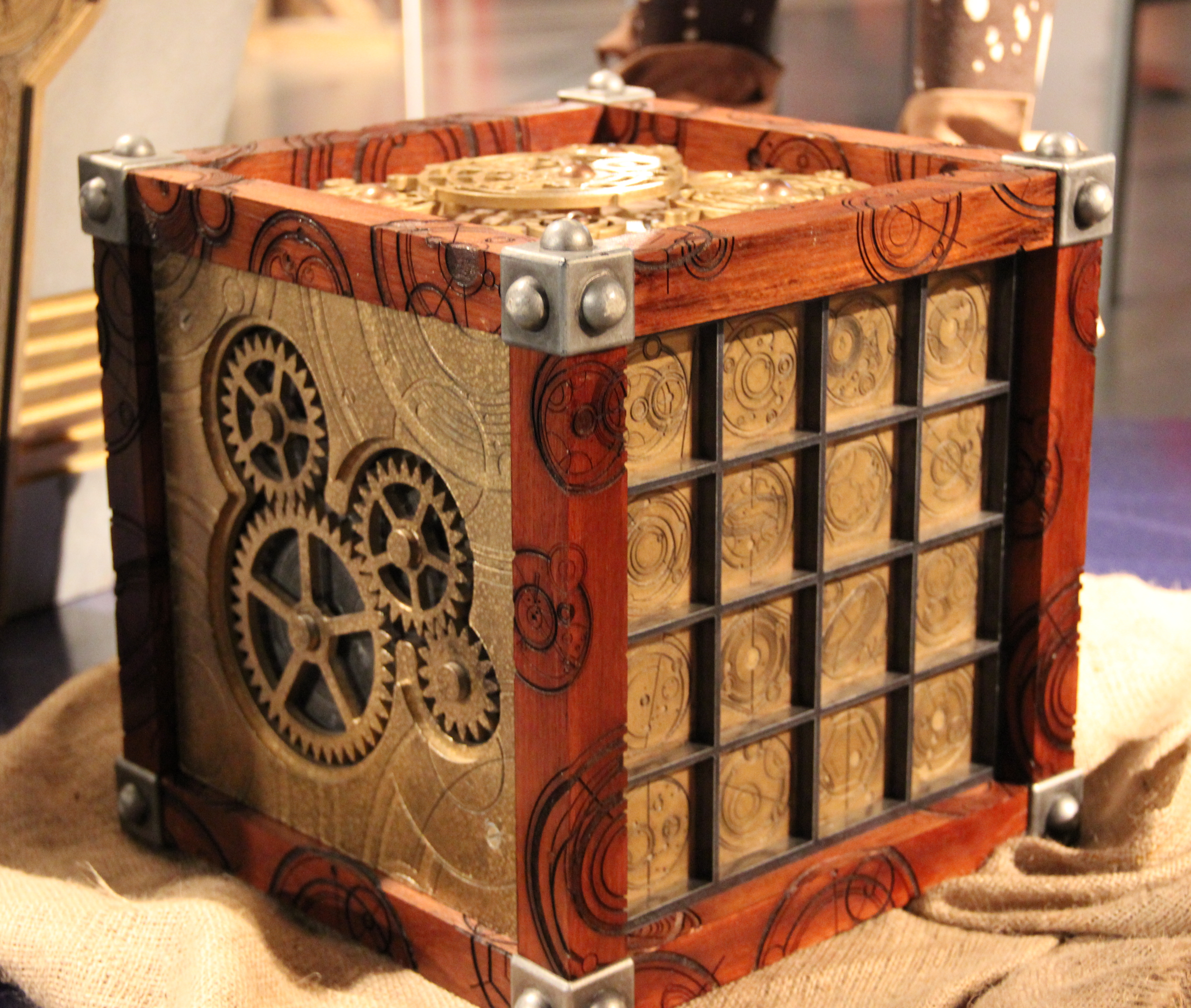
Le Moment, arme interdite de l'arsenal Oméga, que le Docteur voulut utiliser pour réduire Gallifrey en cendres.

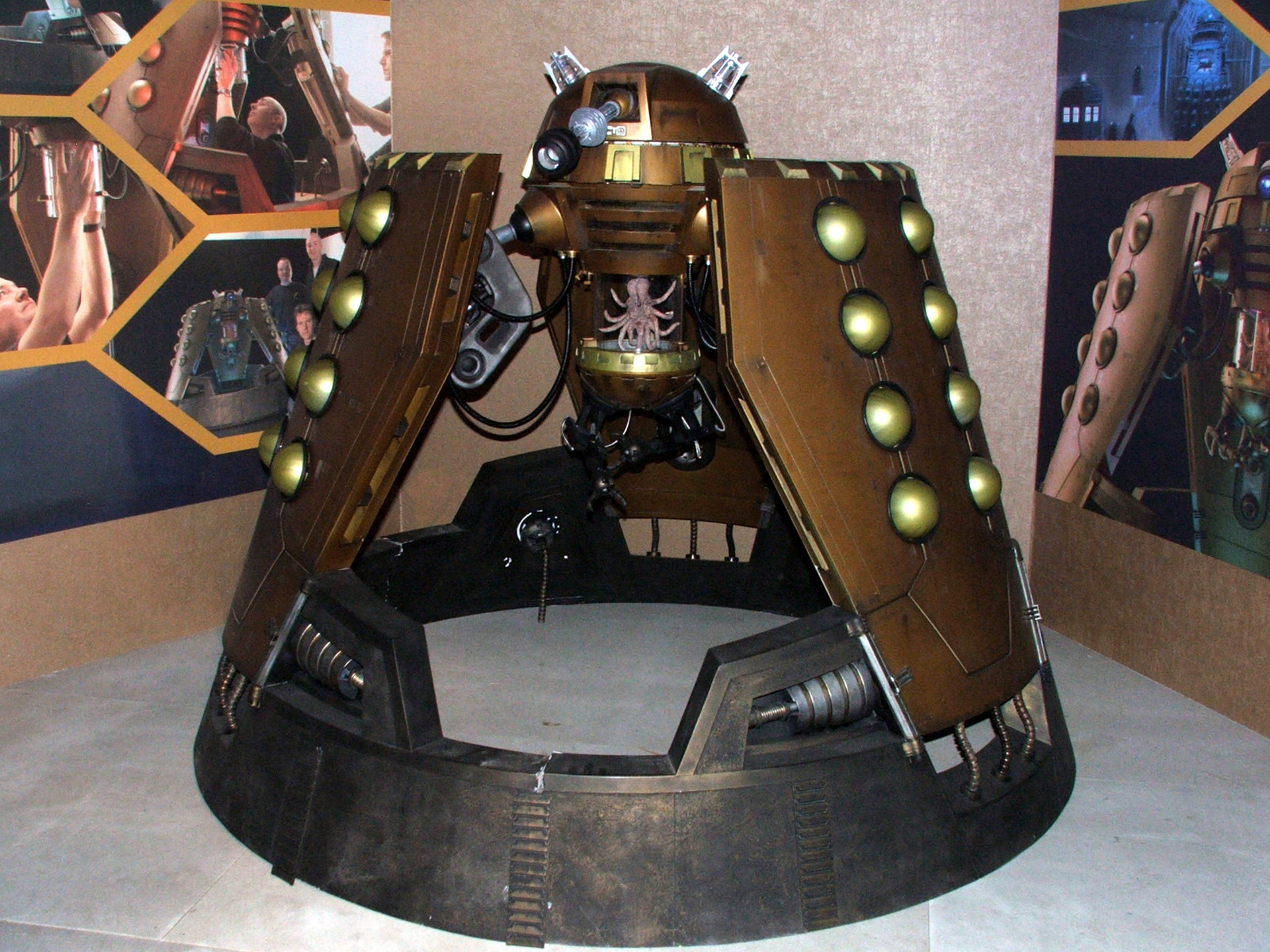
L'Empereur des Daleks, exterminé avec son armée par Rose Tyler devenue le Méchant loup dans À la croisée des chemins.

Un jour, les Seigneurs du Temps décidèrent, pour des raisons non expliquées, de supprimer de la réalité les Daleks en employant le Docteur comme agent ; cet événement est considéré comme le début de la Guerre du Temps. Les Daleks et les Seigneurs du Temps se combattirent ainsi durant une période indéfinie, tout en ravageant de nombreuses civilisations et en détruisant de nombreuses planètes dès les premiers jours du conflit.
Lors de la guerre, les Seigneurs du temps subirent de très lourdes pertes, et de nombreuses places fortes, comme Arcadia ou le « Cruxiforme », tombèrent dans les flammes de la destruction malgré tous leurs efforts. C'est dans cette dernière et effroyable bataille que le Maître prit peur et s'enfuit du champ de bataille pour la planète Malcassario, dans un lointain futur. L'arsenal Oméga, un arsenal de technologies interdites issu des anciens de Gallifrey, fut entièrement employé pour repousser les Daleks, en vain : la défaite était inévitable. On dénombre aussi comme batailles légendaires les portes d'Élysium, les guerres du cloître, les pentes de la voute fantôme, la lune-crâne...
Mais on apprend dans La Prophétie de Noël que la guerre a changé leur façon d'être et qu'ils sont devenus dangereux, au point de vouloir détruire l'Univers tout entier pour subsister sous forme d'entités d'énergie pure et de régner pour l'éternité. Le Docteur empêchera leur plan de se réaliser en renvoyant les Seigneurs du Temps dans le verrou temporel de la guerre. À cette époque, le Docteur de la guerre envisageait de détruire Gallifrey pour détruire en conséquence la flotte Dalek, grâce à une arme de destruction massive appelée le Moment. Ayant rencontré sa dixième et sa onzième incarnation, il changea d'avis et décida de convoquer toutes ses régénérations, venues de différentes époques, pour transporter la planète dans un univers parallèle en laissant les Daleks se tirer dessus en feu croisé.
Après son échec de « purification », le Haut Conseil (toujours dirigé par Rassilon, régénéré) constata que le Docteur les avait effectivement sauvés en plaçant, comme prévu, Gallifrey dans un univers de poche. Ils parvinrent cependant à revenir à la suite de L'Heure du Docteur et se cachèrent loin dans l'avenir, pour ne pas risquer que la Guerre du Temps n'éclate à nouveau. C'est là que Gallifrey est revue, à la fin des temps, dans l'épisode Montée en enfer.

### Le génocide final du Maître
Gallifrey étant placée en stase dans son Univers de poche et, à l'époque, s'en étant peut-être extrait, le Maître régénéré sous une nouvelle forme revint visiter son ancien foyer. Il se renseigna sur de sombres secrets ayant trait aux origines de la civilisation gallifreyenne et, les révélations sur l'Enfant Intemporel le rendant fou de rage, pulvérisa l'entièreté de ses pairs dans un génocide qui ne laissa aucun survivant. Le Treizième Docteur, qui ne se doutait pas encore de la responsabilité de son ami, et sur ses conseils mêmes, vint à son tour explorer le Capitole pour comprendre ; mais il ne trouva que ruines et désolation, comme l'avait assuré le Maître : Gallifrey était définitivement morte (La Chute des espions : partie 2).
Le Maître avait en réalité hacké la Matrice et découvert, dans ses arcanes les plus protégées, le secret de l'origine de la régénération, le mystère de l'enfant intemporel et son identité future en tant que Docteur ; c'est le dégoût qu'il ressentit en constatant qu'il possédait les gènes de son pire ennemi qui motiva son génocide. Lorsque les cybermen, guidés par le cyberman solitaire Ashad, entrèrent dans les ruines du Capitole de Gallifrey sur son invitation, le Maître se débarrassa d'eux et leur vola le cybérium, la source de toute connaissance cybermen. Il transplanta les cadavres des derniers Seigneurs du Temps dans les armures des cybermen terrassés pour créer une nouvelle espèce meurtrière, sans pitié et immortelle : les cyber maîtres. Mais une bombe à matière organique, anciennement possession d'Ashad et détonnée manuellement par le résistant Ko Sharmus, eut raison de cet embryon d'empire et laissa la planète des Seigneurs du Temps inhabitée pour toujours (Les Enfants intemporels).

## Société et organisation

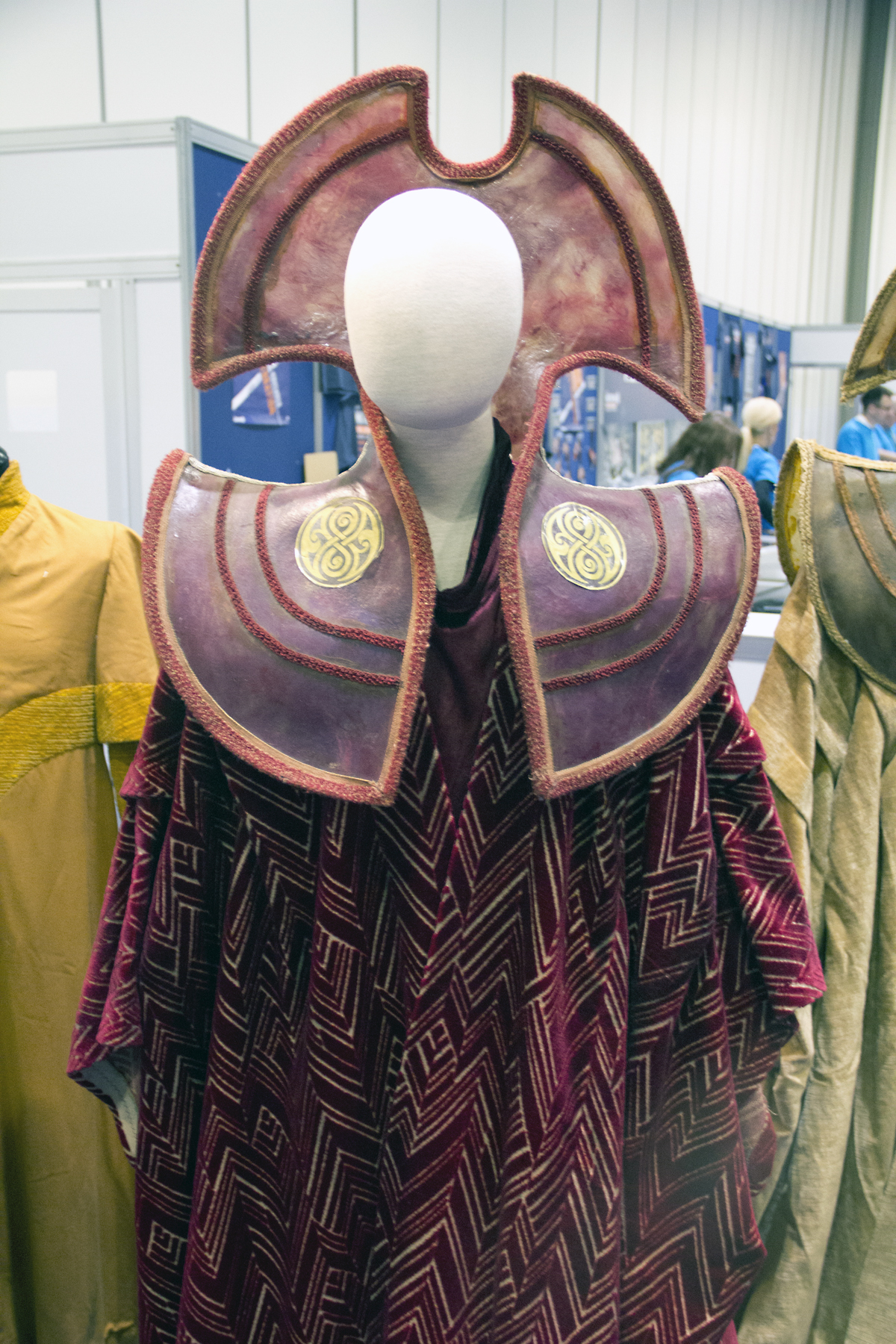
Un costume de Prydonien, un des chapitres de Gallifrey auquel appartient le Docteur.

### Castes et politique

#### Le formatage des chapitres
La bureaucratie et l'administration gallifreyenne est faite de nombreux bureaux distincts et complexes : elle est également connue dans tout l'univers pour être poussiéreuse et morne, à force de lenteur et de passivité. Concernant la population en elle-même, le coordinateur Engin semble sous-entendre l'existence de classes plébéiennes défavorisées, les Seigneurs du Temps formant ainsi une noblesse élue ou héréditaire parmi les gallifreyens ordinaires, lesquels incluent peut-être les Shobogans.
Un des piliers centraux de la société des Seigneurs du Temps est l'Académie, lieu d'éducation d'une certaine élite (les autres étant dirigés vers les écoles militaires). Le Docteur raconte dans Que tapent les tambours que les enfants y entrent à l'âge de 8 ans après avoir été séparés des familles et sont alors confrontés à un schisme métamorphique modérateur qui est une sorte de point de vue permettant d'observer directement le Vortex du temps (dans lequel voyagent les TARDIS). On peut voir certains des enseignants du Docteur à l'Académie dans la série classique comme Borusa ou Azmaël. Les jeunes élèves apprennent toutes les matières scientifiques, juridiques ou artistiques (Le Docteur dit à l'infirmière Joan Redfern qu'il a appris à dessiner sur Gallifrey et parle facilement de sa connaissance des nombres heureux, de la constitution gallifreyenne ou des sciences physiques, tout comme Romana affirme qu'elle y a étudié l'entomologie). Les notes y sont vraisemblablement données sur une échelle de 0 à 10 (The Deadly Assassin), des examens - notés en pourcentage - avec rattrapage éventuel ont lieu en fin de scolarité et une politesse quasi-militaire des élèves envers les professeurs, en toute circonstance, est de rigueur ; l'admission comme nouveau Seigneur du Temps est célébrée avec faste dans le Panopticon (The Ribos Operation, Les Enfants intemporels). Il n'est cependant pas rare que les élèvent ne fassent l'école buissonnière pour venir se perdre dans les ruelles de la cité du Capitole.

Le jour de leur entrée, les enfants font un serment de fidélité à leur peuple, même si certains n'y accordent qu'une valeur symbolique et illusoire (Shada) : 

« Je jure de protéger l'ancienne loi de Gallifrey de toutes mes forces, j'irai à la fin de mes jours avec justice et honneur dans mes actions et pensées. »

— Serment des étudiants à l'Académie
On constate aussi une division clanique de toute la société ; il existe le chapitre des Prydoniens, des Patrexes, des Arcaliens... Chaque clan (ou chapitre) possède ses couleurs, ses traditions, ses chefs. Le directeur d'un chapitre se nomme cardinal et il y possède toutes les responsabilités. Il le représente au Haut Conseil et est aussi l'administrateur scolaire à l'Académie des enfants de son chapitre. Toute la population gallifreyenne (sauf les Shobogans) est divisée, cloisonnée et soigneusement élevée dans ces chapitres. Le Docteur dit au sujet de ces chapitres que les Patrexes sont des artistes aussi dangereux que leurs œuvres et que les Arcaliens sont des guerriers fiers et courageux. Le chancelier Goth affirmera (faisant lui-même partie du chapitre Prydonnien) que les gens de son chapitre sont reconnus pour être sournois, mais aussi pour voir plus loin de que les autres : les Prydonniens fournirent à la présidence plus de dirigeants que tous les autres chapitres réunis.

#### Des pouvoirs publics et secrets
Le Haut Conseil de Gallifrey est l'organe suprême du gouvernement de tous les Seigneurs du Temps, dirigé depuis la magistrature la plus insigne du Seigneur Président (voir plus bas). Une sorte de chambre du parlement est aussi en place, se réunissant dans une grande salle de célébrations appelée « Panopticon » (The Deadly Assassin). Le Haut Conseil est constitué de plusieurs cardinaux (entre 3 et 6), d'un castellan (chef de la sécurité du Capitole avec le commandant de la garde, et sorte de ministre de l'intérieur), d'un ou plusieurs conseillers, d'un chancelier (sorte de premier ministre, garant de la constitution) et du Seigneur Président. Gallifrey récompensait ses citoyens en leur offrant des promotions dans l'administration ou des amnisties, et ses soldats en leur offrant des médailles de service qui, ciselées en alliage chrono-tellurique, pouvaient permettre de localiser le porteur par intrication (Le Contrat des Judoons). Le pouvoir du Haut Conseil est absolu : ses antennes s'étendent jusque dans des stations spatiales d'où il peut ordonner que l'on déplace une planète entière d'une galaxie à une autre, grâce à un Magnotron (comme ils le firent en déplaçant la Terre renommée Ravalox, de la galaxie du Murmure à la galaxie Stellienne dans The Mysterious Planet) ; il peut créer des champs de force à n'importe quel endroit de l'Univers, rappeler de force tous les TARDIS ou autoriser l'utilisation des armes interdites de l'arsenal Oméga.
À la frontière de la légalité, deux organisations secrètes protègent les arrières de Gallifrey en estimant que, malgré la position claire de la majorité des Seigneurs du Temps à l'égard de l'interventionnisme, la force gallifreyenne devait parfois faire intrusion dans l'Univers : il s'agit de la CIA (Celestial Intervention Agency) et de la Division (les deux sont peut-être liés, voire sont les mêmes). Ces agences existent depuis la plus haute antiquité gallifreyenne mais leurs actions sont tellement secrètes et dissimulées qu'il est quasiment impossible d'en décrire la teneur. Cependant, il est possible de conclure que, si la CIA s'occupe principalement de modifier les archives et d'intervenir dans les affaires intérieures en utilisant des intermédiaires, la Division préfère influencer le cours de l'histoire des civilisations avec ses propres agents, tous anonymes.
Une cour de Justice gallifreyenne existe également pour juger les Seigneurs du Temps fautifs de troubles temporels, jugements qui, selon le 2e Docteur, sont assez rares (le 6e Docteur sera lui-même mis en examen, puis acquitté). Elle est dirigée par sa sagacité l'Inquisiteur (ou inquisitrice) qui occupe le rôle de juge, ainsi que des témoins et un accusateur, ou procureur (le Valeyard) : la torture n'est pas exclue pour faire parler ses suspects, que les aveux soient utiles ou simplement formels. Malgré tout, le Docteur, s'il considère que son peuple avait perdu son sens de l'humour longtemps auparavant, reconnait aux Seigneurs du Temps un sens aigu de la justice. Les peines sont très lourdes, mais la désintégration totale ne fut exécuté que deux fois dans toute l'histoire (sentence dont fut victime le 5e Docteur) ; la peine de mort avait été abolie depuis longtemps. Pour la condamnation à perpétuité, elle était exécutée au départ sur un astéroïde prison nommé Shada ; c'était la prison la mieux gardée de l'Univers. Mais bien avant la naissance du Docteur, un Seigneur du Temps criminel nommé Salyavin y fut enfermé ; contrôlant ses geôliers par la pensée, il s'évada et effaça de l'esprit de tous l'existence même de la prison (Shada).

Les shobogans sont des Seigneurs du Temps renégats ayant décidé de retourner à la nature, des proscrits politiques ou des criminels expulsés des cités. Vêtus à la manière d'amérindiens dans la série classique, ils prennent une allure de fermiers de l'Ouest américain dans la série moderne. Ils sont principalement connus dans la citadelle pour dégrader les bâtiments officiels ; leur existence même et leurs actions de vandalisme est tabou chez les Seigneurs du Temps, car ils craignent que les polémiques à ce propos ne déstabilisent le régime et l'opinion publique.

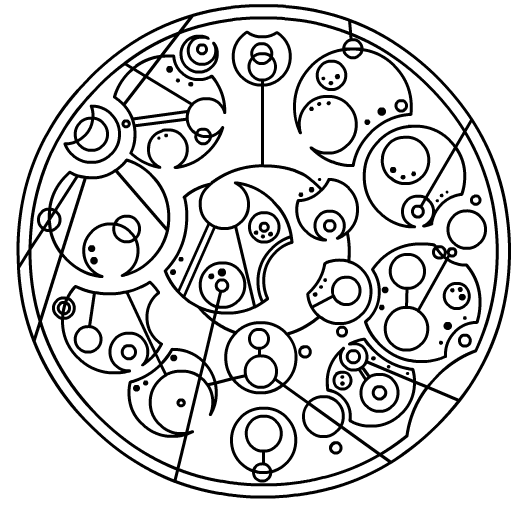
Un exemple d'écriture gallifreyenne.

### Écriture et mesure du temps
Les Seigneurs du Temps ont développé une écriture complexe, faite de cercles et de traits entremêlés, écriture dans laquelle - entre autres - le nom du Docteur est écrite ; River Song dira de ce gallifreyen, potentiellement une version officielle et aristocratique de la langue (comme les hiéroglyphes égyptiens l'étaient pour le hiératique), qu'il est intraduisible. C'est une évolution du haut gallifreyen, une écriture faite de lettres grecques et de chiffres, aperçue sur la boîte noire du Byzantium dans Le Labyrinthe des Anges, première partie et dans The Five Doctors. Pour la vie quotidienne, une écriture manuscrite plus souple et partageant une certaine ressemblance avec l'alphabet arabe est utilisée.
Pour ce qui est de la mesure du temps et d'un prétendu calendrier gallifreyen (appelé calendrier relatif), les informations sont assez incomplètes. On connaît deux grandes époques : Les âges sombres (Dark ages) et l'ère de Rassilon (Rassilon era). Dans le téléfilm Le Seigneur du Temps, le Docteur avait l'intention de rapporter les restes du Maître à la date 5725.2 de l'ère de Rassilon, date affichée sur l'écran principal du TARDIS, même si on ignore à quoi elle correspond. De même, dans The Deadly Assassin, le coordinateur Engin constate que le jugement et la condamnation du Deuxième Docteur a été daté de l'année 3-0-9-9-0-6. Le Quatrième Docteur, en discussion avec le castellan Kelner dans l'épisode The Invasion of Time, affirme que la Terre du XXe siècle correspond à l'année 4-3-7-0-11-9. Les périodes sont également données en nombres, l'ensemble restant assez flou (dans le même épisode, le Docteur parle de la période 0-7-3 de la Terre).

### Costume
Le costume d'apparat des Seigneurs du Temps fut créé par les costumiers James Acheson et Joan Ellacott en 1976, avec le concourt d'Allister Bowtell,. L'élément emblématique du costume, avec le casque ouvragé ornant le front, est la grande collerette colorée qui coiffe les épaules, la nuque et le cou du porteur, et dont les teintes ont une signification particulière : les collerettes oranges et écarlates sont réservées au Prydoniens, les Arcaliens portent le vert et les Patrexes l'héliotrope. Malgré certaines incohérences, (Borusa, cardinal des Prydoniens, semble porter une robe héliotrope) le costume est resté dans les mémoires et sa forme générale est toujours utilisée dans la série moderne. Dans The Ultimate Foe, on constate qu'en plus du costume d'Inquisiteur blanc, rouge et doré, des uniformes nouveaux apparaissent : le Valeyard a des teintes noires et grises, tandis que le coordinateur de la Matrice exhibe une collerette transparente de forme vaguement carrée. Les juges de The War Games ont le même vêtement que les étudiants, c'est-à-dire une longue tunique blanche garnie d'une sorte étole noire couvrant toutes les épaules.
Toutefois, on peut noter une certaine évolution stylistique : dans les évocations des Seigneurs du Temps de la série moderne, les collerettes sont toutes de couleur dorée et les robes uniformément rouge profond, voire pourpre.

Lorsque les Seigneurs du Temps ne se vêtent pas de cet uniforme, ils s'habillent de vêtement plus décontractés à base de longues tuniques ou robes complétées par des gants ; ils peuvent également mettre sur leur tête une calotte reflétant leur rang. Les derniers jours de la Guerre du Temps laissent entrevoir un style vestimentaire plus libre évoquant les costumes traditionnels d'Europe de l'est, à base de rouge vif et de doré, entre capes, plastrons, chemises, gilets, toques, chapeaux de paille et foulards. 

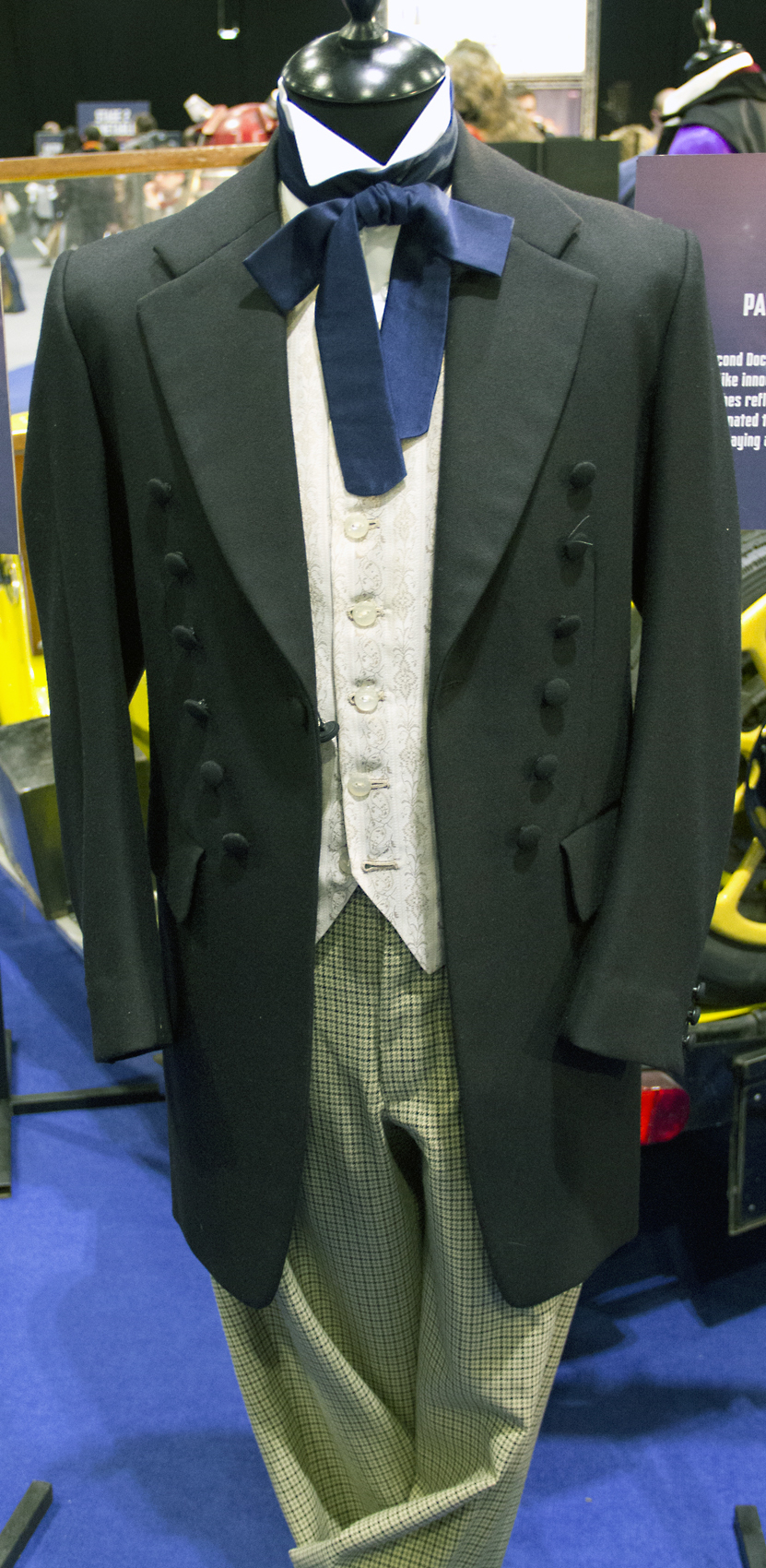
Costume du Premier Docteur, d'inspiration Édouardienne.
Costume de la Rani, une Dame du Temps renégate et ennemie du Docteur.
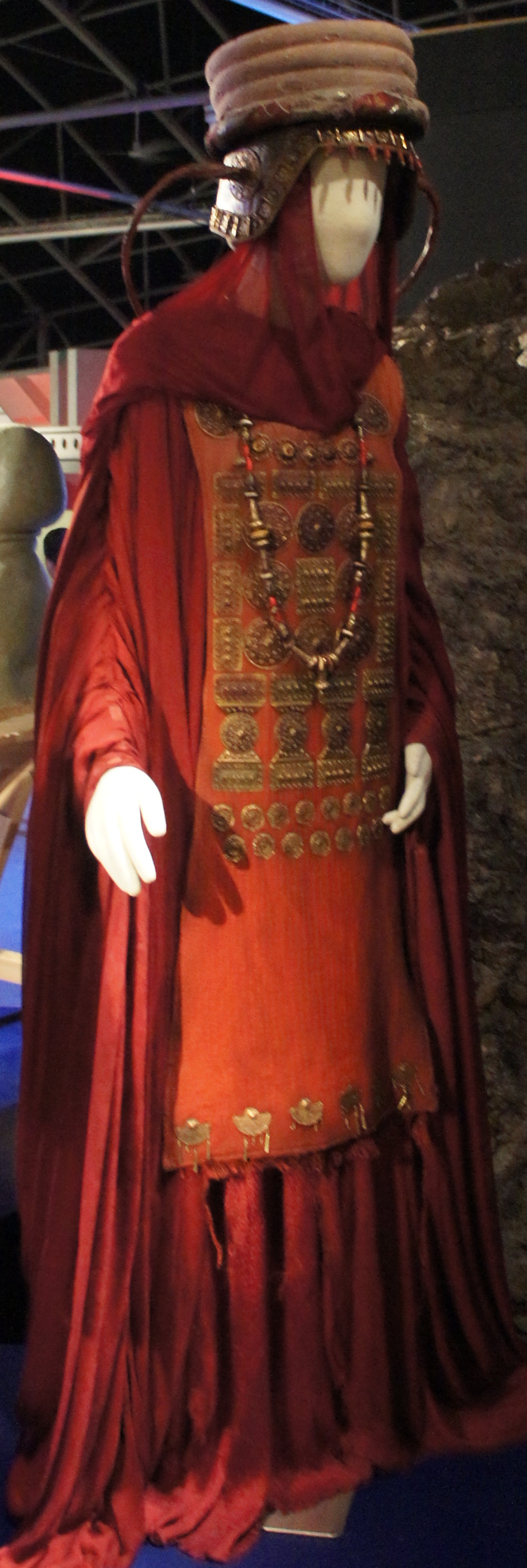
Costume de la grande prêtresse des soeurs de Karn, dignitaire à l'origine gallifreyenne.
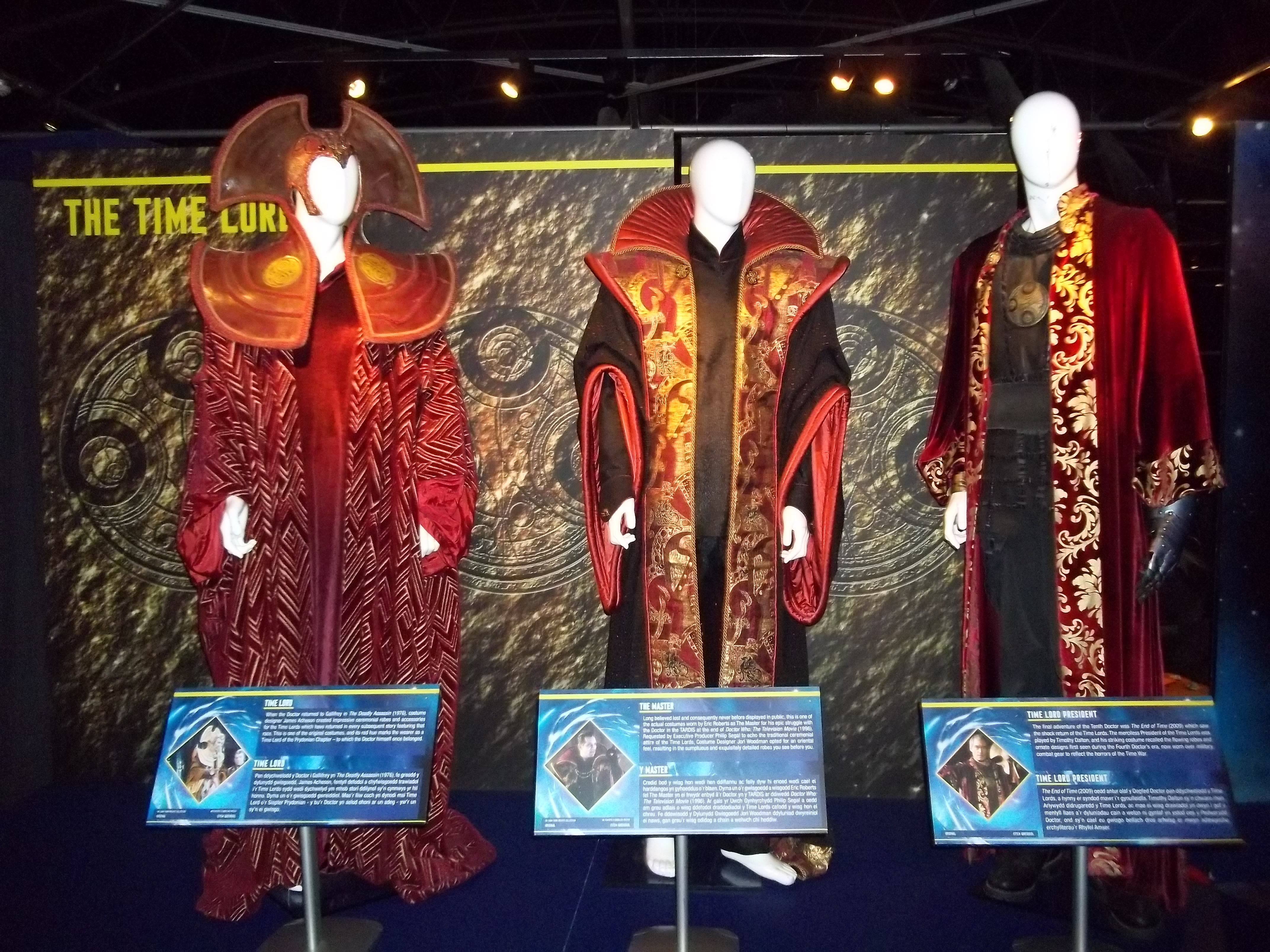
Costumes, de gauche à droite, d'un Prydonien, du Maître et de Rassilon ressuscité.
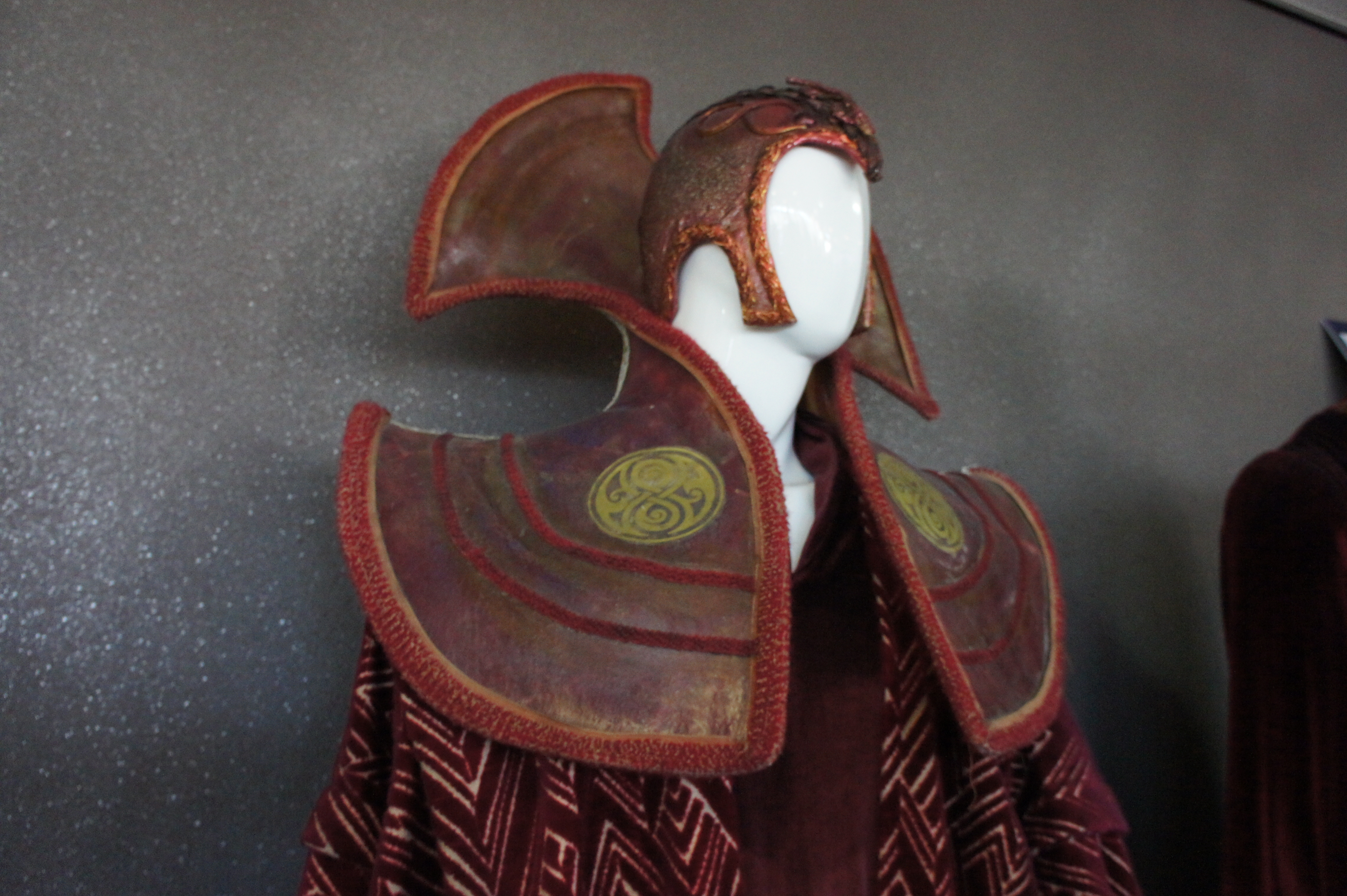
Costume avec calotte d'un Prydonien.

### Mode de vie

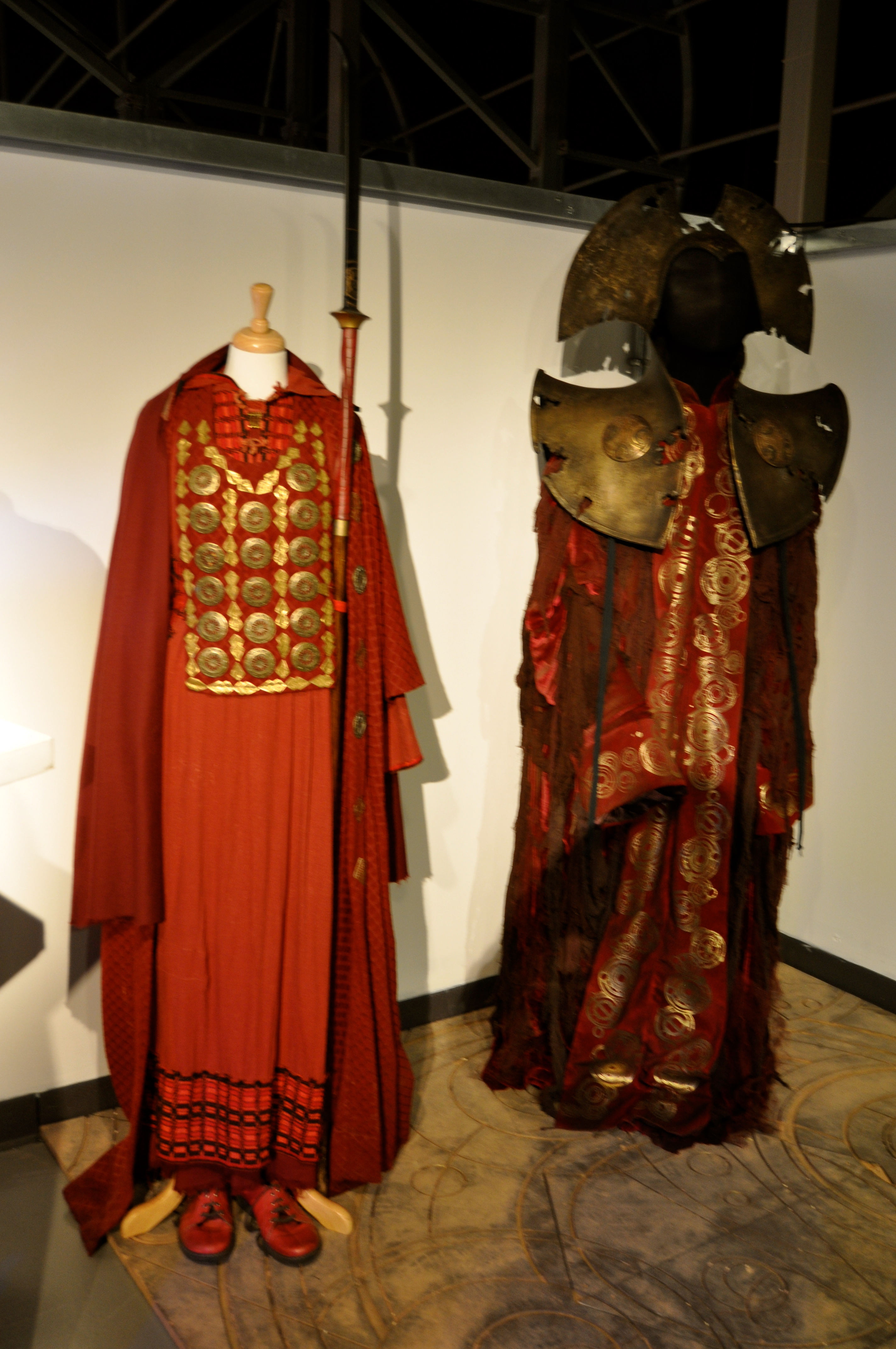
À gauche, le costume d'une sœur de Karn. À droite, un "fantôme" de la matrice.

#### Le Capitole et les cités
Les Seigneurs du temps vivent sur Gallifrey depuis des millions, voire des milliards d'années. Leur pouvoir a naturellement fait des envieux, et de nombreux espions d'autres peuples épient les agissements des habitants, comme les Sontariens ou les Zygons (les étrangers sont interdits sur Gallifrey). Au cours de leur histoire, les Seigneurs du Temps ont fini par bâtir des cités gigantesques (comme Arcadia, la deuxième ville de Gallifrey) et une capitale, le Capitole, sous un dôme de verre et situé sur le continent de la tentation sauvage (Que tapent les tambours). On peut voir que ce dôme recouvre une tour centrale supportée par deux tours latérales. La tour principale est entourée par quatre tours plus petites l'encadrant comme un losange. Entre les tours, des bâtiments divers et de hauteurs variables s'élèvent. Dans The Deadly Assassin, un garde de la chancellerie fait remarquer que la tour des communications radio fait 53 étages et qu'il est donc difficile de tout fouiller rapidement. La tour principale abrite le cœur politique et économique de Gallifrey (appartements des membres du gouvernement, le Panopticon, salles d'extraction temporelles, salle des gardes de la chancellerie...).
Le sous-sol abrite la Matrice, un énorme ordinateur vivant contenant les « fantômes » de tous les Seigneurs du Temps morts ainsi que tout leur savoir, et capable de prédire l'avenir par l'intermédiaire de prophéties ; elle est gardée et entretenue par le coordinateur. Encore en dessous, dans les niveaux inférieurs, se trouvent les vieux ateliers de réparation de Tardis. Le dôme est protégé par une fosse circulaire franchissable par 12 ponts. Dans ces gigantesques douves se trouvent également 12 énormes conduits de ventilation ou des décharges. Au dehors de la citadelle se trouve une ville imposante, peut être construite pour les réfugiés de la Guerre du Temps (la cité n'apparaît pas lors du départ du premier Docteur). Dans The Invasion of Time, on apprend que les Seigneurs du Temps ne sortent jamais de leur cité car ils n'en voient pas le besoin, et ont donc une durée de survie en pleine nature assez limitée.
On peut constater que l'urbanisme (et les objets du quotidien) des Seigneurs du Temps en général intègre des éléments décoratifs de la révolution industrielle, de la Conquête de l'Ouest et du style néo-gothique, tous combinés à des décors steampunk assez futuristes. Les couleurs principales associées au capitole sont l'or, l'argent, le rouge et le vert. Le fait est que les Seigneurs du Temps, ou au moins leurs élites, connaissent l'histoire de l'art de chaque planète et civilisation (The Invasion of Time).

#### Divertissement et cycle de vie
Les Seigneurs du Temps étaient assez souples au sujet du genre, du sexe et du concubinage ; sachant qu'ils pouvaient se régénérer autant en homme qu'en femme, la bisexualité voire pansexualité était considérée comme toute acquise. Le Docteur fait d'ailleurs remarquer à Bill que son premier petit ami était en fait le Maître ; le Docteur affirme également qu'il a eu sept grand-mères, sans autre précision (la référence à la régénération n'est pas exclue).
Le Docteur raconte aussi que les Seigneurs du Temps furent les inventeurs des trous noirs et du jeu d'échecs, donc précurseurs en matière de science et de divertissement. On peut aussi observer une peinture représentant Rassilon à la harpe, dans The Five Doctors, ce qui tendrait à faire de cet instrument un des premiers de l'Univers. Conséquence de leur technologie prédominante, la société gallifreyenne est visiblement mécanisée à l'extrême : Romana affirme que les tableaux (et l'art en général, dont les "cubes de stase", une fenêtre vers un événement figé du passé) sont gérés par ordinateur, tout comme la nourriture qui n'est plus servie que sous forme de pilules (sauf chez les Shobogans, qui mangent ce qu'ils trouvent, en en faisant des soupes ou des viandes rôties).
Lorsqu'un Seigneur du Temps atteint l'extrémité de sa très longue vie, souvent de vieillesse (les Seigneurs du Temps sur Gallifrey menant la plupart du temps une vie tranquille et peu risquée), il meurt par méditation, dans la repentance, l'acceptation de soi et la contemplation de l'absolu (Le Magicien et son disciple). Avant son décès, un Seigneur du Temps prend soin de créer son "cadran de confession", ou testament, endroit plus grand à l'intérieur où il saura affronter ses vieux démons. Son contenu final, dont les anciens cauchemars du mourant, n'est libéré qu'après sa mort. Là, l'esprit du défunt peut rejoindre la Matrice, la titanesque base de données de Gallifrey où son expérience et son savoir permettront d'améliorer l'algorithme de prédiction de l'avenir.

### Le rôle du Seigneur Président
Le Seigneur Président de Gallifrey, en forme longue sa suprématie le Seigneur Président du Haut Conseil des Seigneurs du Temps de Gallifrey (The Invasion of Time), est la première tête de l'État, principalement régent du Haut Conseil de Gallifrey et le maître de la Matrice ; il est reconnaissable à ses attributs de pouvoir (voir plus bas) et à son costume blanc et or. Ses attributions comprennent le fait de maintenir la discipline sur Gallifrey et de garantir l'intégrité de son peuple, de trancher lors des réunions du Haut Conseil et de représenter ses pairs ; mais son rôle est en fait assez honorifique, voire symbolique, et le chancelier gouverne quasiment autant que le président lui-même. Le pouvoir présidentiel est en effet assez limité : il n'a pas réellement le droit d'ordonner quoi que ce soit au chancelier (bien qu'il puisse valider ses décisions), le Haut Conseil à l'unanimité peut le contrecarrer et les coups d'états pouvant lui faire perdre sa place sont très fréquents (The Invasion of Time). Possédant cependant une immunité judiciaire théorique (il peut être révoqué si absence ou faute grave), il est choisi par son prédécesseur ou élu selon les circonstances. Pour l'assister, un cortège de dignitaires le servent nuit et jour, avec à leur tête le chirurgien général.

#### Les artefacts de Rassilon
« L'intronisation » ou sacre d'un Seigneur Président se déroule dans la salle du parlement, le « Panopticon ». Le maître de cérémonie est un Seigneur du Temps vêtu d'or nommé « huissier (appariteur) doré », qui est vraisemblablement un poste de prêtre suprême. C'est ce dernier qui sacre le nouveau président en le couronnant d'un anneau psychique le reliant avec la matrice. Le président reçoit aussi le sceptre de Rassilon et toutes sortes d'artefacts portant le nom de ce Seigneur du Temps légendaire ; la couronne de la matrice permet de se connecter avec celle-ci à volonté, la couronne de Rassilon permet de contrôler les esprits, la clé de Rassilon d'ouvrir l'Œil de l'Harmonie et de pénétrer la Matrice, l'écharpe de Rassilon génère un champ de force protecteur résistant aux singularités, la grande clé peut dématérialiser à volonté des objets de l'existence elle-même...
| Nom                    | Haut Conseil | Notes |
| ---------------------- | --- | --- |
| Rassilon               | - Premier lieutenant : Seigneur Oméga - Chef scientifique : Dame Tecteun ? - Directrice de la Division : Dame Solpado ? - Premier agent : Le Docteur Fugitif ? - Commandant : Comd. Gat ?               | Le premier, le plus fameux et le plus important des Seigneurs Présidents de Gallifrey ; il se montre ingénieux et bienveillant au début de son règne. Mais devenant progressivement cruel et sans pitié, son propre gouvernement le destituera et l'enfermera dans la « tour sombre », un bâtiment longtemps considéré comme sa tombe (The Five Doctors). |
| Morbius                | inconnu | Bien que ce ne soit pas nécessairement expliqué, on apprend que Morbius occupait un poste important au sein de la société gallifreyenne (probablement président) et qu'il s'est vite montré agressif et tyrannique. Destitué, il fut « exécuté » sur la planète Karn, mais son cerveau fut sauvé par un scientifique humain qui l'a caché durant des années. Transformé en monstre à cause d'un accident chirurgical, Morbius finira par mourir définitivement, tué par les sœurs de Karn (The Brain of Morbius). |
| Pandak Ier             | inconnu | Hypothétique. |
| Pandak II              | inconnu | Hypothétique. |
| Pandak III             | inconnu | Seigneur Président passablement populaire et resté dans les annales pour avoir régné 900 ans (The Deadly Assassin). |
| Anonyme                | inconnu | Ce président a vu sa propre fille s'enfuir avec le Docteur adolescent ; cependant, les Shobogans prétendront que c'était sa femme pour le tourner en ridicule, ce que réfutera le Docteur (Montée en enfer). |
| Anonyme                | inconnu | Selon le Sixième Docteur, la Rani avait transformée ses souris de laboratoires en monstres gigantesques qui blessèrent ce président et dévorèrent son chat ; ce fut d'ailleurs le motif d'expulsion de la renégate (The Mark of the Rani). |
| Anonyme                | - Chancelier : Seigneur Goth (anciennement inquisiteur ?) - Castellan : Seigneur Spandrell - Cardinaux, conseillers : Seigneur Borusa, Coordinateur Engin - Commandant (de la citadelle) : Comd. Hilred | Seigneur Président mort assassiné lors de sa cérémonie de démission par le Maître (The Deadly Assassin). |
| Quatrième Docteur      | - Chancelier : Seigneur Borusa - Castellan : Seigneur Kelner - Cardinaux, conseillers : Seigneur Gomer, seigneur Savar - Commandant : Comd. Andred                                                      | Seul candidat après la mort du chancelier Goth, il occupe ce poste jusqu'à l'épisode The Invasion of Time (The Deadly Assassin). |
| Borusa                 | - Chancelier : Dame Thalia - Castellan : - Cardinaux, conseillers : Seigneur Zorac, seigneur Hedin - Commandant : Comd. Maxil                                                                           | Occupe le poste de président, par intérim puis officiellement, après la fuite du Quatrième Docteur (Arc of Infinity). |
| Cinquième Docteur      | aucun | Il devient président par intérim à la suite de la disparition de Borusa dans la tour sombre (The Five Doctors). |
| Flavia                 | - Cardinaux, conseillers : Dame Inquisitrice, gardien de la Matrice | Elle devient présidente 5 ans après le départ du Docteur (Trial of a Time Lord et The Five Doctors). |
| Sixième Docteur        | aucun | Il est immédiatement nommé président à la suite d'une révolution de palais (Trial of a Time Lord). |
| L'inquisitrice         | inconnu | Elle est immédiatement choisie par son prédécesseur, qui fait aussitôt défection (Trial of a Time Lord). |
| Romana                 | inconnu | Dans les Spin-off, elle remporte les élections contre l'Inquisitrice et occupe son poste pendant la plupart des événements décrits dans les Virgin New Adventures. |
| Rassilon le rédempteur | - Cardinaux, conseillers : la devineresse, le général, seigneur Androgar | Réveillé de son sommeil éternel pour mener les combats de la grande guerre du Temps (La Prophétie de Noël). |
| Douzième Docteur       | - Cardinaux, conseillers : Dame Ohila, le général - Autre : Gastron | Revenu sur Gallifrey après des siècles d'absence, il revient se venger de Rassilon pour les horreurs de la guerre du Temps ; il le destitue avec un coup d'état et l'exile. Il s'enfuira ensuite avec Clara Oswald en laissant Gallifrey sans gouvernement (Montée en enfer). |

### Famille et éducation

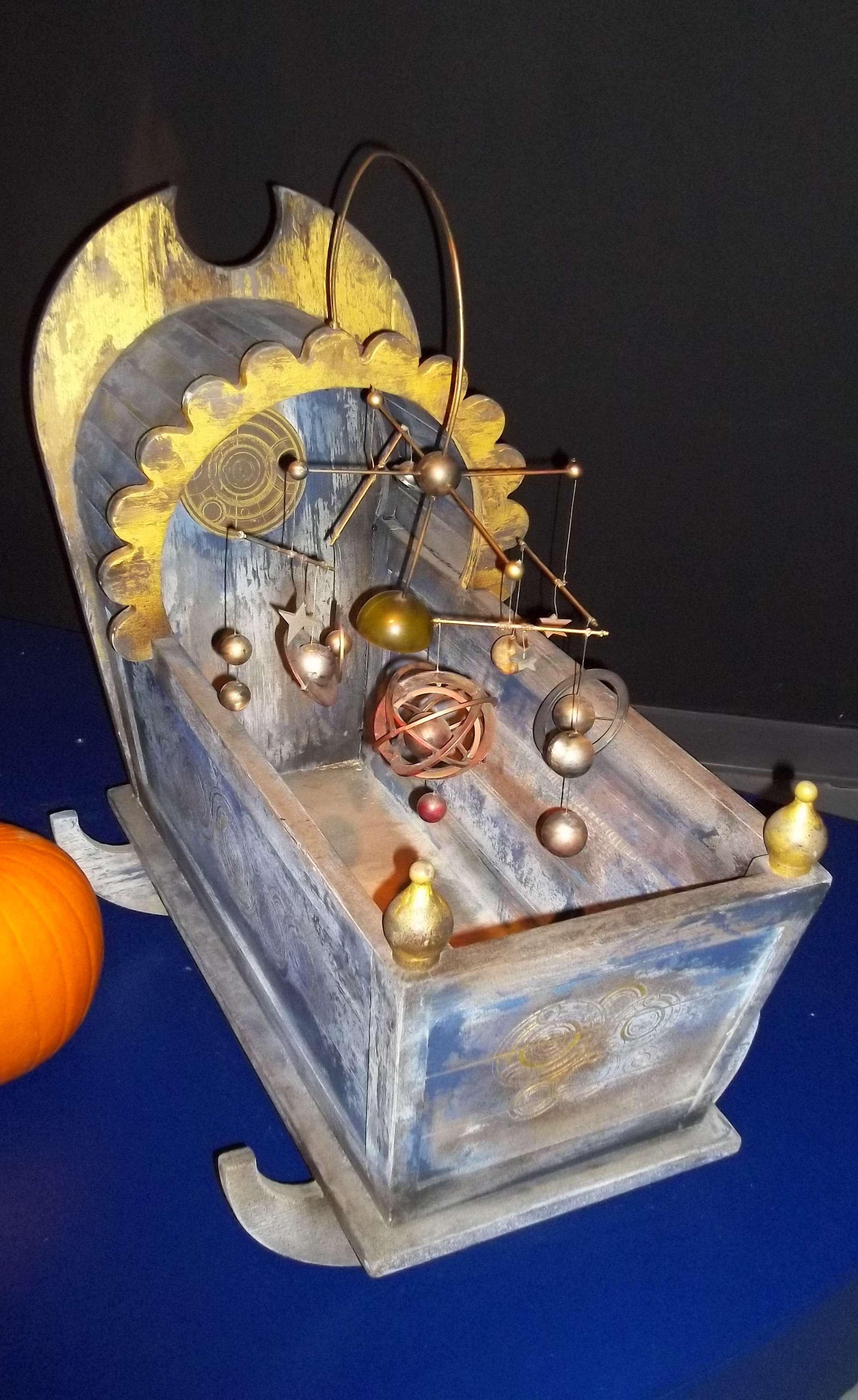
Le berceau du Docteur, dans La Retraite du démon.

Les enfants naissent probablement de la même manière que les humains, c'est-à-dire lors d'un accouchement, ce qui entre en contradiction avec l'Univers étendu. À la crèche, les jeunes enfants jouent avec des briques de Rayons X, ce que fait remarquer le Docteur à Martha Jones dans La Loi des Judoons. Les enfants gallifreyens aiment écouter des contes de fées, comme celle des Toclafanes, les habits de l'empereur Dalek, Blanche neige et les 7 clés de l'apocalypse, la légende du Solitract, celle de la clé du temps ou la légende des Shakris (Terreurs nocturnes, De l'autre côté). On leur fait chanter la comptine de Rassilon, qui indique comment entrer dans la tour sombre, dans la zone de la mort (The Five Doctors). Les jeunes enfants (dits Time Tots) appréciant aussi la lecture, on leur offre des livres ayant attrait à leur histoire, comme les Cinq grands principes de Rassilon.
Le Quatrième Docteur raconte qu'enfant, il considérait le criminel Salyavin comme son héros à cause de son panache, bien qu'il ne l'ait jamais rencontré.
La sexualité chez les Seigneurs du Temps est toutefois et vraisemblablement un sujet tabou, ou peu voire pas du tout abordé par ces derniers. Le Dixième Docteur est très ouvert aux relations plus qu'amicales (Reine Elizabeth) tandis que le Onzième Docteur, plus prude, dira nerveusement que c'est « un passe-temps d'humain » et Missy se montre outré que Clara Oswald suppose une relation amoureuse entre lui et le Docteur ; soit quelque chose d'indigne ou secret pour un Seigneur du Temps.

## Dans les Spin-off, romans ou audios
L'histoire des Seigneurs du Temps dans les Spin-off, romans et audio de Doctor Who est radicalement différente de celle introduite par la série.
Il est suggéré dans les Virgin New Adventure que les fondateurs de Gallifrey étaient trois, et non pas deux : Omega (et son épouse Patience), Rassilon et "L'Autre", un homme aux origines peut être extra-gallifreyennes et doté d'un grand savoir. Il est également expliqué qu'avant Rassilon, une pythie (semblable au culte des sœurs de Karn) dirigeait Gallifrey. Quand elle fut chassée du pouvoir, elle maudit son peuple et rendit stérile tous les futurs Seigneurs du Temps. Pour résoudre le problème, Rassilon inventa une "machine à tisser génétique", usant de matériaux organique pour faire naître les nouvelles générations. Les enfants ainsi nés étaient répartis dans des maisons au caractère très fermé de 45 membres, comme la maison de Lungbarrow (celle du Docteur), Dvora (celle de Morbius) ou celle de Blyledge (celle de Patience). Les romans font état de plusieurs univers alternatifs où l'histoire de Gallifrey ne s'est pas déroulée comme prévu : Par exemple, il est présenté une Gallifrey où Omega serait le seul fondateur, ou Rassilon aurait continué à régner après sa mort, voire le cas où Rassilon aurait été une femme et amoureux d'Omega.

### L'Autre
Le personnage de L'Autre aurait dû être abordé dans le projet de série induit par le film mettant en scène le huitième Docteur, introduite par Andrew Cartmel : il est une précédente incarnation du Docteur doté de huit vies (montrées dans The Brain of Morbius) et le second mari de Patience (élément introduit dans les romans Cold Fusion et Infinity Doctors). Il est le véritable grand père de Susan Foreman, qu'il a abandonné dans un astroport après avoir exilé sa femme dans une capsule de survie. Il s'est ensuite jeté dans la tisseuse génétique de Rassilon pour échapper à sa dictature, en promettant de revenir un jour sous une autre forme : il est effectivement revenu dans le corps du premier Docteur, qui remonta le temps, sauva Susan de l'errance et commença à voyager comme on le sait. Cette version des faits est contredite par la série, qui montre Susan et le Docteur monter ensemble dans le TARDIS.
Un roman esquisse le fait que l'Autre serait en fait le Onzième Docteur revenu loin dans le temps, ou juste un humain particulièrement ingénieux de l'époque victorienne.

### Patience
Patience est le surnom d'une femme retrouvée dans une capsule de sécurité sous une calotte glaciaire par le cinquième Docteur, dans le roman Cold Fusion. C'est l'épouse d'Omega et plus tard de l'Autre, et donc indirectement du Docteur. C'est également la mère du président Pandad VII (et de treize enfants) et la grand-mère de Susan Foreman (dont le vrai nom est Arkytior, "Rose" en gallifreyen, information non-canon révélée dans un Doctor Who Magazine). Prisonnière de la glace depuis son crash, elle est vieille de deux millions d'années, mais semble apparemment immortelle.
Capturée par Omega dans l'univers d'antimatière, elle se régénère auprès du Docteur lui aussi captif, mais termine tuée dans l'effondrement de cet Univers.

### Les maisons
La société de Gallifrey est découpée en chapitres (Prydonnien, Acarlien, Patrexe...) eux-mêmes découpés en maisons, entretenant de 45 membres avec une certaine parenté génétique. Le Docteur fait partie de la maison de Lungbarrow, où il côtoie ses cousins de "tissage" Glospin, Innocet, Arkhew, ou son frère Irving Braxiatel. La plupart de ces derniers ont été enterrés vivants après qu'ils ont désobéi à la loi en "tissant" un remplaçant pour le Docteur, qui s'était enfuit. Le Septième Docteur les retrouve à l'agonie dans le roman des Virgin New Adventures, Lungbarrow.

## Seigneurs du Temps les plus connus
- Le Docteur
- Susan Foreman (même si cela n'a jamais été explicitement confirmé)
- Le Maître
- La Rani
- Romanadvoratrelundar (dite Romana)
- Jenny (clone féminin du Dixième Docteur)
- Le Valeyard ou Le procureur, une forme alternative du Docteur (Trial of a Time Lord)
- Rassilon, premier président du haut conseil.
- Borusa (Seigneur du temps faisant partie du haut conseil et dont le rôle est fluctuant à chaque épisode : Cardinal, Chancelier, Président, etc.)
- River Song (mi humaine - mi Seigneur du Temps pour avoir été conçue dans le TARDIS)
- Le Corsaire (mort - évoqué par le Quatrième Docteur avec Romana et le Onzième Docteur dans L'Âme du TARDIS)
- Oméga (enfermé dans un monde parallèle)
- Le Moine (The Monk), adversaire du ¨Premier Docteur, coincé sur une planète déserte.
- Le Maître de Guerre (The War Games)
- Le Général (Le Jour du Docteur et Montée en enfer)
- K'anpo Rinpoche (Planet of the Spiders)
- Morbius (The Brain of Morbius)

## Liste des apparitions d'autres Time Lords que le Docteur dans la2desérie
- Saison 3 épisode 11, 12 et 13
- Saison 4 épisode 6,8,9,13 et Spécial Noël et Nouvel An 2009-2010
- Saison 5 épisode 4,5,12 et 13
- Saison 6 épisode 1,2,7,8,12 et 13
- Saison 7 épisode 5,13 et Spécial 50e Anniversaire
- Saison 8 épisode 1,2,6,9,10,11 et 12
- Saison 9 épisode 1,2,11,12 et Spécial Noël 2015
- Saison 10 épisode 6,8,9,10,11 et 12
- Saison 12 épisode 1,2,9 et 10
- Saison 13 épisode Spécial 100e Anniversaire BBC